# 2019冠狀病毒病臺灣疫情
嚴重特殊傳染性肺炎臺灣疫情是指在中華民國發生的嚴重特殊傳染性肺炎（COVID-19）疫情。自2020年1月21日首例確診以來，截至2023年3月20日，其中臺灣累計確診病例10,236,886例（10,178,478例本土案例、58,354例境外移入案例、36例敦睦艦隊、3例航空器感染、15例不明。另有36例來自敦睦艦隊、3例為航空器感染、15例原因不明；另有12,190例後經判定為空號，未納入統計。）確診率為44.15%，累計死亡病例18,803例（18,779例本土案例、24例境外移入案例），致死率0.18%，另確診個案中12,190例移除為空號。
自2023年3月20日至2023年5月27日止，臺灣累計併發症病例8,454例（25例境外移入案例、其餘為本土病例）。病例分布以新北市最多1,563例，其次為臺北市957例。連江縣無併發症病例。
自2023年3月20日起至2024年11月9日止，共有本土死亡病例5,678例，年齡介於1歲至108歲（中位數82歲），65歲（含）以上5,130例（90.2%）；具潛在病史4,911例（86.4%）；通報時未接種XBB或JN.1疫苗者2,139例（占91.6%）。
截至2023年3月20日止，各縣市確診率以新北市52.525%最高，其次為基隆市50.739%。確診率最低者為金門縣18.94%（以戶籍人口統計，若以實際常住人數確診率應為50%左右）。依鄉鎮市區統計截至2023年3月20日止，新北市汐止區確診率最高，達61.2%（相當2人至少有1人確診）。其次為新北市深坑區59.41%（相當2人至少有1人確診），共有37個鄉鎮市區確診率達50%以上，149個鄉鎮市區確診率達40%以上，261個鄉鎮市區確診率達30%以上，344個鄉鎮市區確診率達20%以上，364個鄉鎮市區確診率達10%以上，368個鄉鎮市區確診率4.63%以上。確診率最低者為金門縣烏坵鄉，確診率4.63%（相當22人至少有1人確診）。
截至2022年12月28日，累計10萬1260例重複感染個案。2023年起重複感染病例大量增加。
臺灣衛生福利部疾病管制署已於2023年3月20日起停止統計確診病例，實際病例將遠高於最後通報的1023.6萬例。根據疾管署2023年2月初推估的實際感染人口已達臺灣5至7成的人口總數，約1161萬至1626萬左右。
2024年1月23日，疾管署公布2023年1月至6月所調查的自然感染新冠病毒產生之抗N抗體(anti-nucleocapsid protein)結果，結果顯示至2023年6月底，臺灣估計已有78.9%的人口感染過COVID-19（約為1844.2萬人）。經分析比對自2024年1至6月之anti-N月份別整體陽性率由61.5%上升至78.9%，尤其以1-2月(61.5%上升至65.1%)及5-6月(69.4%上升至78.9%)上升幅度最明顯，顯示與臺灣第三波、第四波疫情高峰相符。倘以年齡組別資訊，截至2024年6月底anti-N陽性率：17–24歲陽性率最高(83.70%)其次依序是25–34歲(80.8%)、35–44歲(80.4%)、45–54歲(76.8%)、55–65歲(75.5%)。

## 基本背景
臺灣經歷2003年嚴重急性呼吸系統綜合症疫情後，政府檢討防疫體系及準備工作的缺失，加強傳染病防疫醫療體系的組織，分為中央政府、地區、地方政府三級指揮架構。
臺灣決定對全球流行性傳染病採取積極防治作為，推動《傳染病防治法》修正，並配修正或新定施行細則及其他法規命令。其中新設中央指揮體系的「國家衛生指揮中心」、及透過法制程序授權成立下屬的「中央流行疫情指揮中心」，統整資源、設備、人力來讓防疫決策一致化。疾病管制局提高位階改制為疾病管制署，增聘專業技術人員、教育人員、醫事人員，並與部會間有密切的協作機制。臺灣還增加傳染病防疫醫師的制度與訓練、儲備口罩與防護服等防疫物資，並積極投資新興傳染病科技的研發。同時政府修法建立「傳染病防治醫療網」，主要由隔離醫院、應變醫院、支援合作醫院等三種醫院組成。
臺灣醫療體系自此重視感染管制措施，將院內感染管制列為例行醫院評鑑中的查核項目。醫界配合建立完善的傳染病監測系統，並擴充疾病管制署、中央實驗室和合約實驗室的檢驗能量。經歷嚴重急性呼吸道症候群、H1N1新型流感疫情後，臺灣民眾也建立起勤洗手、戴口罩、量體溫等良好衛生習慣。臺灣納入世界衛生組織《國際衛生條例》運作機制後，可以查詢世界各地的疫情資訊，並持續交流防疫策略。2015年，因應中東呼吸症候群韓國疫情，臺灣雖無感染的人，政府仍持續加強疾病監測、邊境檢疫等防治措施，並指示應變醫院準備隨時面對疫情。

## 疫情發展

### 早期部署
2019年12月，中國武漢華南海鮮市場陸續出現不明肺炎病例。網路盛傳武漢市衛健委的緊急通知，稱是SARS。12月31日，疾管署得知網路正在討論武漢疫情的貼文後，基於先前防疫經驗並高度重視，且向中國疾病預防控制中心及世衛確認訊息。由行政院副院長陳其邁召開跨部會應變整備會議，疾管署緊急召開公布。
2020年1月2日，疾管署成立應變工作小組。1月7日，疾管署將中國武漢市的旅遊疫情建議列為第一級，同時對國際航線及小三通提升警戒。1月12日，臺灣防疫專家團隊前往武漢訪查，了解當地疫情情況、防治作為及病患暴露史。1月15日，疾管署將嚴重急性呼吸道症候群冠狀病毒2型列為第五類法定傳染病，定名為「嚴重特殊傳染性肺炎」。1月20日，由於對臺灣的威脅增加，行政院同意正式成立三級中央流行疫情指揮中心，由疾管署署長周志浩擔任指揮官。

### 出現病例
2020年1月21日，中央流行疫情指揮中心宣布臺灣確診首例境外移入個案，是全世界首例非中國大陸籍確診個案。1月22日，時任中華民國總統蔡英文召開國家安全高層會議，要求行政院與衛生福利部有效協調各部會及各地方政府。1月23日，中國武漢市疫情防控指揮部宣布暫停所有大眾運輸，市民無特殊原因不得離開，約有470多名臺灣人滯留當地。1月24日，中央流行疫情指揮中心疫情提升為二級開設，由時任衛福部部長陳時中擔任指揮官。疾管署從人流、防治措施和行為模式預測第二波高峰發生在歐洲。1月28日，臺灣出現首宗本土病例家戶感染個案。

### 境外防堵
行政院整合各部會資料建立「智慧防疫系統」，建立居家隔離、居家檢疫和自主健康管理機制。並組織多家企業廠商，提升相關醫療物資產量，並協助研發相關產品。
2020年1月30日，世衛宣布疫情構成「國際關注的突發公共衛生事件」。2月3日，多國啟動武漢「撤僑」後，首架搭載247名居民的包機抵達臺灣，但這次包機也引發政治爭議。2月6日，「口罩實名制」正式上路，民眾可於全台灣6336家藥局購買口罩。2月8日，寶瓶星號郵輪從沖繩進港，128名遊客經採檢後辦理入境。2月12日，由於新加坡、日本出現「無旅遊史確診」個案，中央流行疫情指揮中心決議以回溯方式對留存檢體追加檢驗。2月16日，發現首例死亡病例，本土社區感染疑慮一度加深。中央流行疫情指揮中心與彰化縣政府啟動疫情調查協同作業，並執行匡列者居家隔離與居家檢疫。為了及早發現疑似個案，中央流行疫情指揮中心還啟動加強社區監測方案。2月21日，在鑽石公主號郵輪發生群聚感染事件後，臺灣以包機方式接回19名臺灣籍旅客，進行14天隔離檢疫。2月25日，立法院三讀通過《嚴重特殊傳染性肺炎防治及紓困振興特別條例》，分為防治、紓困、振興、罰則四部分。2月27日，因應國際疫情緊急，時任行政院院長蘇貞昌宣布中央流行疫情指揮中心提升為一級開設，由陳時中擔任指揮官。2月29日，臺灣出現首起醫院群聚感染事件。
2020年3月，大量民眾自西方國家返回臺灣，境外移入案例陸續增加。3月10日，在歷經先前包機風波後，第二批載有361名臺灣人的兩架包機從武漢市返回臺灣，並進行隔離檢疫。3月11日，隨著病例數量和受災國家快速增加，世界衛生組織宣布這次疫情為全球「大流行」。3月12日，「口罩實名制2.0」正式上路，除既有健保特約藥局及衛生所等實體通路外，增加網路預購通路，民眾可透過健保卡、自然人憑證登入平台，或可藉由健保快易通行動APP進行認證預購。購買數量限制與實體通路相同，但不受身分證號碼尾數限制。3月17日，大量民眾自西方國家返回臺灣，境外移入的案例陸續增加，防疫工作與人力上的壓力陡增。此時防疫策略集中在強制檢疫隔離、防堵病毒擴散、加強醫護專業治療，直到封鎖邊境及加強入境檢疫後，境外移入案例的壓力才減輕。不同於中央流行疫情指揮中心意見，部分公共衛生學者強調要進行普篩。其中國立臺灣大學公共衛生學院與彰化縣政府衛生局合作，針對高風險群進行血清抗體調查，引發諸多爭議與討論。3月18日，臺灣總確診數突破100例。3月19日，臺灣全面禁止外籍人士入境，並加強入境檢疫措施，境外移入案例的壓力得以減輕。3月22日，臺灣發生養護機構護理師確診感染的事件。
2020年4月1日，指揮中心制定兩階段「社交距離注意事項」，在兼顧民眾合理權益，並顧及境內防疫安全等雙重前提下，降低社區感染風險，分階段鼓勵或強制保持社交距離。所有大眾運輸系統，全面量測體溫，體溫合格者且必須戴口罩才能進入。另外，「全面禁止旅客來台轉機」政策延長至4月30日。4月18日，中華民國海軍敦睦艦隊的磐石艦軍人驗出群聚感染，最終36名病例。研判來自臺灣，但感染源不明。4月22日，「口罩實名制3.0」正式上路，增加了超商預購的方式，只要拿健保卡到四大超商的「多功能事務機」就能完成預購，並在預約到期日到超商取貨。

### 防疫新生活運動
2020年4月30日，指揮中心宣布正式啟動「防疫新生活運動」。6月7日，政府實施防疫鬆綁政策，開始大規模解封，此後臺灣社會經濟活動大都維持過往運作。7月15日，行政院實施振興三倍券刺激消費。9月16日，臺灣總確診數突破500例。

### 秋冬防疫專案
2020年12月1日，啟動「秋冬防疫專案」，強化「邊境檢疫」、「社區防疫」及「醫療應變」措施。邊境檢疫：所有入境及轉機旅客登機前須附3日內COVID-19核酸檢驗報告；社區防疫：出入八大類場所應佩戴口罩，經勸導不聽者依法開罰；醫療應變：加強通報採檢，訂定獎勵指標。12月21日，一名確診的紐西蘭籍長榮航空外籍機師感染友人，打破連續252天無「本土案例」紀錄。2020年度累積：確診數799例（本土56例、境外704例、敦睦36例、航空器2例、不明1例）、7例死亡。
2021年1月12日，衛生福利部桃園醫院爆發群聚感染事件，一度進入封鎖醫院的階段，最終累計21例。3月3日，首批AZ疫苗到貨。3月19日，臺灣總確診數突破1,000例。3月22日，AZ疫苗正式開打。並上線「Taiwan V-Watch」疫苗接種健康回報系統。

### 首次三級警戒
本次大規模爆發本土病例主要為病毒株「Alpha變種」。2021年4月20日，中華航空發生機師確診案例，員工防疫宿舍「諾富特華航桃園機場飯店」出現群聚感染，最終累計44例。4月21日，開放民眾預約疫苗自費接種。5月9日，宜蘭縣遊藝場、新北市蘆洲區社區、及臺北市萬華區茶藝館都出現群聚感染，本土感染擴大，本土感染情況快速擴大。5月15日，宣布臺北市、新北市進入第三級警戒，並宣布暫停自費接種「COVID-19疫苗」，原已預約者仍可接種。本土單日確診首次破百例。5月19日，宣布全臺灣防疫警戒等級提升至第三級，高中以下學校開始停課，並推出「簡訊實聯制」，於第一時間掌握染疫者及其接觸者的足跡，避免疫情擴散。5月22日，隨著各地醫療院所和社區篩檢站出現人潮、醫療資源與人力出現排擠效應、出現院內感染情況，逐步執行「清零計畫」、部署基層醫師至社區篩檢站、分散採檢人潮等。同時檢驗實驗室無法處理大量檢體，未能優先採檢確診接觸者，因行政流程需「校正回歸」數據。5月25日，臺灣總確診數突破5,000例。5月28日，超過SARS疫情73例死亡人數。首批莫德納疫苗到貨，延後復課至6月11日。5月30日，臺灣總死亡人數突破100例。
2021年6月，許多地方政府和民間企業表態希望自行購買疫苗。6月4日，臺灣總確診數突破1萬例。6月8日，莫德納疫苗正式開打。6月9日，公布新版「COVID-19疫苗公費優先接種對象」。6月11日，屏東縣爆發「枋山、枋寮群聚感染事件」，進入準四級警戒，最終累計15例，本次主要病毒株「Delta」。同時宣佈停課至暑假。6月18日，臺灣總死亡人數突破500例。6月25日，宣布為有效利用「COVID-19疫苗」，針對當日最後一瓶疫苗開瓶的剩餘劑量，可由接種單位規劃候補名單機制。7月6日，宣布「COVID-19公費疫苗預約平台」正式上線，並將在澎湖縣、金門縣、連江縣試辦「意願登記」。7月8日，宣布「COVID-19公費疫苗預約平台」開放全國「意願登記」。7月19日，宣布核准高端疫苗專案製造。7月24日，結束連續64天（5月22日至7月24日）新增死亡病例。

### 本土疫情調降二級警戒
2021年7月27日，隨著疫情趨緩，指揮中心將第三級防疫警戒調降至二級。8月23日，新北市爆發「幼兒園及社區群聚感染事件」，進入強化二級警戒，最終累計33例，本次主要病毒株「Delta」。高端疫苗正式開打。9月3日，首批輝瑞－BioNTech疫苗（成人劑型）到貨。9月9日，約翰霍普金斯大學公布的統計數據，台灣病死率達到5.2%，排名第9。9月18日，指揮中心宣布，考量目前國內口罩產量已大幅提升，足夠供應每位國人所需，且有多元購買口罩管道，民眾透過實名制通路取得口罩的需求已大幅下降，因此「口罩實名制」網路/超商販售通路，將運作至第44輪後暫停服務。藥局通路及無健保特約藥局的偏鄉衛生所，則仍持續維持實名制口罩販售服務。9月23日，輝瑞－BioNTech疫苗正式開打。10月4日，行政院實施振興五倍券刺激消費。
2021年11月5日，宣布「COVID-19疫苗」剩餘劑量管控放寬！指揮官陳時中說，現在只要有預約，不管是否只剩1人都可以開新瓶使用。11月12日，指揮中心宣布，民眾出國需求，無論曾接種「高端」，只要間隔28天即可要求，可混打2劑「AZ」、「BNT」或「莫德納」。11月17日，指揮中心宣布，將開放「AZ疫苗」混打「BNT」或「莫德納」疫苗，「COVID-19疫苗預約平台」意願登記或修改；若「第2劑」無混打意願仍選擇接種「AZ疫苗」的民眾，則無需再進行意願登記修改。11月25日，指揮中心宣布，接種第1劑「AZ」滿8週者，無論是否登記混打意願，都可向醫院預約混打「BNT」或「莫德納」。11月29日，指揮中心表示，經過「衛福部傳染病防治諮詢會預防接種組」（ACIP）專家會議建議，考量「COVID-19疫苗」接種後之免疫保護力可能隨時間下降，建議接種「第三劑」疫苗，其中也以「6大族群」建議優先接種。指揮官陳時中也直言，如果有需要出國且打疫苗不方便，可以彈性在滿「5個月」就施打。並表示，建議已完成「2劑COVID-19疫苗」接種「65歲以上長者、長照機構住民與工作者、醫護人員、防疫工作人員、第一線高感染風險工作人員及容易感染與疾病嚴重風險者（即COVID-19疫苗公費接種對象第九類）」等應於第二劑6個月後，接種第三劑。12月2日，指揮中心宣布，即日起開放「第一至第三類人員」，以及「因公務需出國者」，於接種「第二劑疫苗」滿5個月後，接種「第三劑」疫苗。12月9日，台灣間隔34天後，再度出現本土個案，為中研院一名女研究員，她在實驗過程中不慎感染。12月11日，宣布首例「Omicron」境外移入個案，為一名30多歲女子，12月8日從史瓦帝尼入境，隨後又公布新增兩例個案，分別從英國、美國入境。12月23日，宣布「COVID-19公費疫苗預約平台」暫時退場，並視第3劑施打潮再重啟。12月24日，指揮中心宣布，對於「第二劑」建議以同廠牌疫苗施打，但民眾若想「混打」也可以，「第二劑」不限疫苗廠牌，只有時間間隔不同；「第一劑」接種「AZ」者，「第二劑」混打「莫德納」、「BNT」或「高端」，間隔8週；「第一劑」接種「莫德納」或「BNT」者，「第二劑」可接種不同廠牌的「mRNA疫苗」或「AZ」、「高端」，間隔4週；至於「第一劑」接種「高端」者，「第二劑」建議「莫德納」或「BNT」，同樣間隔4週。12月27日，指揮中心表示，歐盟執委會於2021年12月21日宣布台湾正式加入「歐盟數位新冠證明」系統。歐盟數位新冠證明為世界性標準之一，國際成員國多且最早用於國際旅行，為使台湾民眾能加速入境歐盟等國家，將於12月28日上午8時開放台湾「數位新冠病毒健康證明」供國人下載使用。12月29日，因「COVID-19疫苗公費預約平臺」暫緩使用，衛福部疾管署正式推出疫苗地圖「COVID-19 防治一網通」。
2021年度累積：確診數16,230例（本土14,544例、境外1,671例、航空器1例、調查中14例）、空號111例、843死亡。
2022年1月3日，桃園市爆發桃園機場確診個案，並拓及多個地點，本次主要病毒株「Omicron變種」BA.1。1月7日，指揮中心表示，因應國內發生「Omicron變異株」本土病例，社區感染風險提升，「衛福部傳染病防治諮詢會預防接種組」(ACIP)決議，滿「18歲」民眾（已接種兩劑疫苗，且間隔滿12周以上），應接種1劑「疫苗追加劑」，提升免疫保護力，以「mRNA疫苗」（莫德納、BNT）或「蛋白質次單元疫苗」（高端）完成「基礎劑」：「追加劑」可選莫德納（半劑量）、BNT、高端或AZ。以「AZ」完成「基礎劑」：「追加劑」可選擇接種「mRNA」或「蛋白質次單元」疫苗。1月11日，宣布「COVID-19公費疫苗預約平台」將在15至16日重新上線，並於17日起開始施打。正式採用「國際機場」的「落地採驗」政策。1月12日，衛福部食藥署專家召開會議，通過默沙東藥廠的COVID-19口服抗病毒藥品「Molnupiravir」專案輸入申請案。1月15日，衛福部食藥署專家召開會議，通過輝瑞藥廠的COVID-19口服抗病毒藥品「Paxlovid」專案輸入申請案。1月20日，高雄市爆發高雄港確診個案，本次主要病毒株「Omicron變種」BA.2。1月21日，「數位新冠病毒健康證明」開放國內使用。1月23日，宜蘭縣爆發「礁溪飯店群聚感染事件」，本次主要病毒株「Omicron變種」BA.1。2月15日，出現首例感染「Omicron變種」死亡個案。2月20日，臺灣總確診數突破2萬例。

### 經濟防疫新模式
這個時期，總共爆發三波大規模Omicron感染事件，本土病例主要病毒株為「Omicron」亞型變異株。
2022年3月1日，進入「經濟防疫新模式」，適度放寬防疫措施。並宣布「COVID-19公費疫苗預約平台」提供「定期預約」，開放18歲以上預約接種「追加劑」。3月8日，為方便民眾依個人接種需求查詢，「COVID-19防治一網通」已將「查詢追加劑」及「查詢第1、2劑」的疫苗地圖分開呈現，民眾進入地圖頁面後，可依個人喜好的廠牌及接種地點，查詢「當日」接種院所的開診情形及諮詢電話，該院所如有預約網站亦可直接連結預約。3月10日，睽違68天後，台灣再度無增加本土確診個案。3月22日，宣布「COVID-19公費疫苗預約平台」於4月1日起2度停止運作，屆時不再提供民眾進行預約。3月24日，「衛福部傳染病防治諮詢會預防接種組」（ACIP）召開專家會議，決議「12至17歲」（青少年）的「基礎劑」可打「莫德納疫苗」，也可混打「BNT疫苗」，但1、2劑「間隔12週」，醫療院所應充分告知接種「莫德納」保護力，及心肌炎、心包膜炎風險，並經家長同意、醫師評估後才可接種。

### 大爆發
2022年4月1日，本土單日確診再次破100例。4月15日，首次本土單日確診破1,000例。4月17日，衛福部食藥署召開專家會議，核准莫德納疫苗用於6至11歲兒童的基礎接種，施打兩劑，每劑0.25毫升（50微克，為成人一半），兩劑間隔28天。4月20日，「衛福部傳染病防治諮詢會預防接種組」（ACIP）將「6至11歲」（兒童）接種莫德納疫苗兩劑間隔延長至12週。通過「青少年族群」（12-17歲）建議完成基礎劑接種且無發生嚴重不良反應者，於最後1劑基礎劑接種後5個月，接種追加劑。並通過「三大類族群」（65歲以上長者、長照機構住民、18歲以上免疫不全及免疫力低下且病情穩定者(即建議接種基礎加強劑之對象)）建議接種「第四劑」（第二次追加劑），接種時間與「第一次追加劑」（間隔5個月），且不論前面劑次接種廠牌，可接種以下廠牌：莫德納（半劑量）、輝瑞-BNT（全劑量）、蛋白質次單元疫苗（高端、Novavax，全劑量）。4月21日，指揮中心估染疫率約萬分之17，並表示若染疫率達15%至20%，就是實質「與病毒共存」，目前政策以減災為目標，重點在疫苗、藥物與輕重症分流。4月23日，臺灣總確診數突破5萬例。4月24日，首次本土單日確診破5,000例。4月27日，指揮中心宣布取消簡訊實聯制，並以臺灣社交距離APP取代
。4月28日，首次本土單日確診破1萬例。「快篩實名制」正式上路。衛福部食藥署召開專家會議，核准輝瑞-BNT疫苗用於5至11歲兒童的基礎接種。4月29日，臺灣總確診數突破10萬例。
2022年5月4日，指揮中心表示，「COVID-19疫苗接種作業」已於2022年5月2日起推動「6至11歲」（兒童）基礎劑接種，除持續以全國「疫苗不良事件通報系統(VAERS)」進行監測外，「Taiwan V-Watch疫苗接種-健康回報」自5月3日起亦將小於18歲的兒童及青少年納入追蹤監測對象，經由父母手機在「疾管家介面」申請加入，代為填寫接種後健康回報，以加強兒童及青少年「COVID-19疫苗」接種後安全性監測，並及時將國內該族群接種後常見不良反應發生情形，提供醫療端、公衛端向家長說明接種後常見副作用發生概況，以及持續不適及時就醫提醒等。5月6日，單日死亡再次突破10例。即日起增加公費PCR篩檢服務診所，可以透過採檢地圖查詢，目前要先電話預約。診所名單已公布於衛福部疾管署全球資訊網「COVID-19防疫專區」、臺灣社交距離App及採檢地圖「COVID-19全國指定社區採檢院所地圖」。5月10日，首次本土單日確診破5萬例。5月11日，臺灣總確診數突破50萬例。5月12日，正式實施修訂「2019年冠狀病毒病」定義，新增「居家隔離」及「自主防疫」或「居家檢疫」期間使用「家用快篩」檢測陽性，經醫事人員確認為確診條件。5月13日，臺灣總死亡人數突破1,000例。5月14日，指揮中心宣布，為降低「COVID-19」感染後中、重症風險，5月16日起開放部分對象接種「第一次追加劑」滿5個月後，可接種「第二次追加劑」，開放對象：65歲以上長者、長照機構住民、18歲以上免疫不全及免疫力低下且病情穩定者(即建議接種基礎加強劑之對象)，前述對象不論先前劑次接種廠牌，「第二次追加劑」可打「莫德納疫苗」（半劑量）、「BNT疫苗」（全劑量）或「蛋白質次單元」之高端、Novavax疫苗（全劑量）。5月16日，首批輝瑞－BioNTech疫苗(兒童劑型)到貨。5月18日，正式實施修訂「2019年冠狀病毒病」定義，65歲(含)以上且非居家隔離、自主防疫、居家檢疫者，使用家用抗原快篩試劑檢測結果陽性，經醫事人員確認，或由醫事人員執行抗原快篩結果陽性者，即可研判為確定病例。5月19日，臺灣總確診數突破100萬例。5月25日，兒童(5-11歲)首劑及青少年(12-17歲)第三劑(追加劑)輝瑞－BioNTech疫苗正式開打。5月26日，正式實施修訂「2019年冠狀病毒病」定義，民眾使用家用抗原快篩試劑檢測結果陽性，不分年齡及族群，經醫事人員確認，或由醫事人員執行抗原快篩結果陽性者，即可研判為確定病例。首次「單日死亡」突破百例。5月27日，單日新增「確診」94,855例、單日新增「本土」94,808例，創「歷史最高」紀錄。5月31日，臺灣總確診數突破200萬例。
2022年6月1日，正式暫停「國際機場」的「落地採驗」政策，改採「唾液採驗」措施。6月9日，單日新增中重症個案575例(中症384例，重症191例)，創「歷史最高」紀錄。6月10日，單日新增死亡人數213例，創「歷史最高」紀錄。「衛福部傳染病防治諮詢會預防接種組」（ACIP）召開專家會議，建議「5-11歲」(兒童)應完成2劑「COVID-19疫苗」接種，以降低染疫後重症及死亡的風險，並經參考疫苗臨床試驗結果及各國疫苗接種政策，建議2劑間隔4-8週以上；且基於目前尚無兒童族群以不同廠牌「COVID-19疫苗」完成基礎劑接種之安全性及有效性數據，建議兒童族群以同廠牌「COVID-19疫苗」完成2劑接種。惟特殊情形(如第1劑接種後出現嚴重不良反應、指揮中心評估疫苗供應情形等)下，可以不同廠牌疫苗完成2劑接種。6月14日，臺灣總確診數突破300萬例。6月17日，衛福部食藥署召開專家會議，核准莫德納疫苗用於6個月至5歲兒童的基礎接種，施打兩劑，每劑0.25 ml(含25微克的mRNA)，施打間隔28天。並核准Novavax疫苗專案輸入，適用於18歲以上成人主動免疫接種以預防COVID-19，用法用量為施打兩劑，每劑0.5毫升(含5微克的SARS-CoV-2棘蛋白)，兩劑施打間隔3週。6月18日，臺灣總死亡人數突破5,000例。6月21日，正式實施修訂「2019年冠狀病毒病」定義，新增民眾使用經衛福部食藥署核准通過之「家用新型冠狀病毒核酸檢驗試劑」檢測陽性，並經醫師確認即為確診。6月27日，「衛福部傳染病防治諮詢會預防接種組」（ACIP）召開專家會議，正式宣布提供「6個月至5歲」（幼兒）莫德納疫苗接種、「5至11歲」（兒童）COVID-19疫苗「基礎加強劑」及「追加劑」接種、「機場港埠、居家檢疫、航空機組員及機構與社福照護系統相關工作人員」接種「第二次追加劑」、Novavax疫苗使用於「18歲以上」民眾「基礎劑」、「基礎加強劑」，及「第1次、第2次追加劑」接種，並公告「COVID-19確診者」疫苗接種建議。6月30日，首批Novavax疫苗到貨。
2022年7月1日，正式實施「機場港埠、居家檢疫、航空機組員及機構與社福照護系統」相關人員為「第二次追加劑」接種對象。指揮中心修訂「COVID-19重複感染之定義及個案處置原則」：解隔治療之COVID-19確診個案，除症狀惡化等特殊情況外，建議於發病日或採檢日3個月內無需再進行SARS-CoV-2檢驗。惟如於發病日或採檢日1至3個月內症狀惡化，且SARS-CoV-2 RT-PCR檢驗陽性且Ct值<27或抗原/核酸快篩陽性；已解除隔離治療之確診個案，於發病日或採檢日間隔3個月後再次SARS-CoV-2 RT-PCR檢驗陽性且Ct值<30或抗原/核酸快篩檢驗陽性。7月6日，首批莫德納疫苗(幼兒劑型)到貨。7月8日，臺灣總確診數突破400萬例。Novavax疫苗正式開打。7月15日，因應民進黨台北市長參選人陳時中，近日正式請辭衛福部部長，投入台北市市長選戰，因此行政院召開記者會宣布，新任衛福部部長由次長薛瑞元接任；次長一職則由「醫福會」執行長王必勝接任，並兼任指揮中心指揮官；行政院首席防疫顧問為張上淳，並於7月18日正式生效。7月21日，正式開放「滿6個月至5歲」（嬰幼兒）接種莫德納疫苗。7月22日，正式開放「50歲以上」（成人）及「18歲以上」之因工作需求需出國（包括因外交、公務、洽商等工作需求需出國）民眾接種「第二次追加劑」。
2022年8月1日，衛福部食藥署召開專家會議，核准輝瑞－BioNTech疫苗用於6個月至4歲兒童的基礎接種，用法用量為施打3劑，每劑0.2毫升(含3微克的mRNA)，前2劑施打間隔至少21天，第2劑後間隔至少8週再施打第3劑。8月8日，「衛福部傳染病防治諮詢會預防接種組」（ACIP）召開專家會議，正式宣布「6個月至5歲」（幼兒）輝瑞－BioNTech疫苗提供接種建議，以3劑基礎劑，每劑3微克(mcg)，第1劑與第2劑間隔至少4週，第2劑與第3劑間隔至少8週，並建議以同一廠牌完成應接種劑次。8月19日，首批輝瑞－BioNTech疫苗(幼兒劑型)到貨。8月20日，臺灣總確診數突破500萬例。8月27日，正式開放「滿6個月至5歲」（嬰幼兒）接種輝瑞－BioNTech疫苗。9月2日，衛福部食藥署召開專家會議，核准莫德納-雙價次世代疫苗（原型株+Omicron BA.1變異株），每劑0.5 mL含有25微克原型株mRNA及25微克Omicron BA.1變異株mRNA，並適用於「18歲以上」（成人）主動免疫之追加接種，其用法用量為在國內已授權的「COVID-19疫苗」（基礎接種或追加劑）後，間隔至少3個月施打。9月3日，臺灣總死亡人數突破10,000例。9月5日，「衛福部傳染病防治諮詢會預防接種組」（ACIP）召開專家會議，正式宣布「莫德納次世代雙價疫苗」將於2022年9月底進口的「雙價疫苗」，建議分兩階段開放提供作為「追加劑」接種使用：第一階段（65歲以上長者、長照機構住民、18歲以上免疫不全及免疫力低下者）、第二階段（第一類醫事人員、機場港埠、居家檢疫相關工作人員及航空機組員/船員、機構與社福照護系統相關工作人員、50至64歲成人、18歲以上因外交、公務、洽商等工作需求需出國者）；並建議調整「追加劑」(包含現行單價及次世代雙價疫苗)接種間隔為與上一劑間隔為至少3個月以上：包含「基礎劑最後一劑/基礎加強劑與第一次追加劑」、「第一次追加劑與第二次追加劑」、「第二次追加劑與第三次追加劑」、「確診後」亦需間隔3個月後接種；「12至17歲」（青少年）追加劑接種間隔亦調整為與「基礎劑最後一劑/基礎加強劑」間隔至少3個月以上；將提供Novavax疫苗給予「12至17歲」（青少年）接種2劑「基礎劑」，2劑間隔至少4週以上，建議以同製程疫苗完成「基礎劑」接種；亦可提供作為「12至17歲」（青少年）追加劑接種使用(可與基礎劑不同廠牌)。9月8日，指揮中心宣布首批1,728劑「COVID-19預防用Evusheld單株抗體」已於9月6日晚間抵臺，並於今日配送。9月16日，首批莫德納-雙價次世代疫苗（原型株+Omicron BA.1變異株）到貨。9月20日，臺灣總確診數突破600萬例。9月24日，正式開放「65歲以上」（長者）、長照機構住民、「18歲以上」（免疫不全及免疫力低下者）接種莫德納-雙價次世代疫苗（原型株+Omicron BA.1變異株）。9月30日，開放12至17歲（青少年）接種Novavax疫苗（包含：第一劑、第二劑與追加劑）。
2022年10月3日，開放醫事人員、機場港埠、居家檢疫相關工作人員及航空機組員/船員、機構與社福照護系統相關工作人員、50至64歲成人、18歲以上因外交、公務、洽商等工作需求需出國者接種莫德納-雙價次世代疫苗（原型株+Omicron BA.1變異株）。10月11日，開放18至49歲民眾接種莫德納-雙價次世代疫苗（原型株+Omicron BA.1變異株）。10月13日，臺灣總確診數突破700萬例。時隔936天，宣布「全球嚴重特殊傳染性肺炎」（COVID-19）旅遊疫情建議等級調降至第二級：警示(Alert)，出國旅遊應採取加強防護措施。另外入境者取消已實施936天的居家檢疫。10月24日，指揮中心記者會時隔896天拿掉台上的透明隔板。10月27日，指揮中心宣布，18至49歲（青壯年族群）想打第四劑（第二次追加劑），除了次世代疫苗之外，即日起也可選擇其他單價疫苗，和前一劑間隔12週以上。11月1日，開放12至17歲（青少年）接種莫德納-雙價次世代疫苗（原型株+Omicron BA.1變異株）。11月7日，確診者隔離改為「7+n(n=0~7)」；取消居家隔離及防疫補償。公共場所不再強制量體溫。另外確診者的接觸者取消已實施超過1000天的居家隔離。11月10日，首批莫德納-雙價次世代疫苗（原型株+Omicron BA.4/BA.5變異株）到貨。11月12日，臺灣總確診數突破800萬例。11月14日，確診者隔離改為「5+n(n=0~7)」。11月18日，開放「12歲以上」接種莫德納-雙價次世代疫苗（原型株+Omicron BA.4/BA.5變異株）。
2022年12月1日，取消參與戶外活動全程佩戴口罩規定，而室內及乘坐公共交通工具等維持全程戴口罩。12月2日，開放已完成接種「莫德納」或「輝瑞-BNT」（基礎劑）之「滿6歲至11歲」（兒童）接種「Moderna雙價疫苗」（原型株+ BA.4/BA.5）作為追加劑接種；並開放「滿5歲至未滿6歲」（兒童）接種「輝瑞-BNT單價疫苗」（兒童劑型）作為追加劑接。12月23日，臺灣總死亡人數突破15,000例。
2022年度累積：確診數8,830,331例（本土8,792,505例、境外37,826例）、空號11,458例、死亡14,403例。
2023年1月6日，臺灣總確診數突破900萬例。1月10日，單日新增560例境外移入，創「單日境外移入」史高紀錄。2月6日，指揮中心表示，「COVID-19疫情」持續，近期重症對象「多未曾接種疫苗」或「未完成基礎劑接種」，尤其「65歲以上」（長者），應儘速完成「基礎劑」接種，以獲得保護力。又國內現有之「輝瑞-BioNTech COVID-19疫苗」即將於2023年3至4月間屆未解凍效期，由於「未滿18歲族群」之基礎劑需以同廠牌或同製程疫苗完成接種，針對欲接種「第1劑」（基礎劑）的民眾，請留意以下注意事項：一、「滿6個月至未滿5歲」（幼兒）基礎劑需以同廠牌疫苗接種，「輝瑞-BioNTech疫苗」基礎劑需接種3劑，其中第1、2劑及第2、3劑之最短接種間隔分別為4週及8週。自即日起未曾接種基礎劑第1劑者，請接種「Moderna」（單價疫苗），接種單位將不再提供(含預約作業)第1劑接種「Pfizer-BioNTech疫苗」；二、「滿5歲至未滿12歲」（兒童）基礎劑需以同廠牌疫苗接種，兩劑接種間隔4週以上。尚未接種基礎劑第1劑者，自4月2日以後，請接種「Moderna」（單價疫苗），接種單位於4月2日以後將不再提供(含預約作業)第1劑接種「Pfizer/BioNTech疫苗」；三、滿「12歲至未滿18歲」（青少年）兩劑基礎劑需間隔12週以上以同製程疫苗接種。自即日起未曾接種基礎劑第1劑者，請接種「Novavax疫苗」，接種單位將不再提供(含預約作業)青少年第1劑接種「BioNTech疫苗」；四、「18歲以上」（成人）如預定以同廠牌完成接種，第1劑「BioNTech疫苗」必須於2月21日以前接種。如於2月22日以後接種第1劑(可擇定「BioNTech」或「Novavax」COVID-19疫苗)，但後續第2劑請以「Novavax疫苗」銜接接種。2月20日，實行「811天」的室內口罩令正式放寬，並剩下在「指定場所」的室內空間（包括醫療機構、醫事機構、老人福利機構、長照服務機構、榮譽國民之家、兒少服務機構、身心障礙服務機構、公共運輸及特定運具等8類指定場所），仍須全程佩戴口罩。2月23日，指揮中心宣布，為達穩健開放，恢復正常生活，自2023年3月6日至4月30日，推動「112年全民COVID-19疫苗接種運動」，活動主軸為「疫苗加一，解封安心」，呼籲「未曾接種任何一劑」、「尚未完成基礎劑」及「6歲以上於今年1月1日起未接種過莫德納BA.4/5次世代疫苗」的對象響應接種，以增進免疫保護力，做好開放準備。活動期間將透過與各地方政府共同推動，由各縣市安排/指定合約醫療院所提供接種服務，並運用增設疫苗診次及設置社區接種站等方式，增進民眾接種可近性。2月25日，臺灣總確診數突破1,000萬例。
2022年3月6日，各級學校、補習班、幼兒園及課後照顧中心，解除室內配戴口罩措施。3月28日，連續336天（2022年4月27日至2023年3月28日）新增死亡個案，創「連續新增死亡案例」最長紀錄。4月17日，解除大眾運輸配戴口罩措施，但醫療場所仍要配戴。

### 降為第四類，指揮中心解散
2023年5月1日，「嚴重特殊傳染性肺炎(COVID-19)」調整為第四類傳染病；且「中央疫情指揮中心」正式解編，並由衛福部成立跨單位防治聯繫會報持續「COVID-19」整備應變工作。

### 降為第四類後2023年臺灣疫情發展
2023年3月20日起至12月31日止，臺灣累積27,611例COVID-19併發症確診病例，當中本土病例占27,539例，境外移入占72例。

### 降為第四類後2024年臺灣疫情發展
2024年7月2日，疾管署公布2024年第26周臺灣新增932例COVID-19併發症本土病例及64例COVID-19死亡病例。自2023年3月20日起累計38,560例COVID-19併發症病例及4,862例本土死亡病例。
2024年7月9日，疾管署公布2024年第27周臺灣新增987例COVID-19併發症本土病例及99例COVID-19死亡病例。自2023年3月20日起累計39,546例COVID-19併發症病例及4,961例本土死亡病例。
2024年7月16日，疾管署公布2024年第28周臺灣新增898例COVID-19併發症本土病例及104例COVID-19死亡病例。自2023年3月20日起累計40,444例COVID-19併發症病例及5,065例本土死亡病例。
2024年7月23日，疾管署公布2024年第29周臺灣新增773例COVID-19併發症本土病例及124例COVID-19死亡病例。自2023年3月20日起累計41,214例COVID-19併發症病例及5,189例本土死亡病例。
2024年7月23日，疾管署公布2024年第29周臺灣新增773例COVID-19併發症本土病例及124例COVID-19死亡病例。自2023年3月20日起累計41,214例COVID-19併發症本土病例及5,189例COVID-19併發症死亡病例。
2024年第30週臺灣新增584例COVID-19併發症本土病例及90例死亡病例，自2023年3月20日起累計41,924例COVID-19併發症病例及5,279例本土死亡病例。
2024年第31週臺灣新增446例COVID-19併發症本土病例及104例死亡病例，自2023年3月20日起累計42,370例COVID-19併發症病例及5,383例本土死亡病例。
2024年第32週臺灣新增347例COVID-19併發症本土病例，2例COVID-19併發症境外移入病例及104例死亡病例，自2023年3月20日起累計42,718例COVID-19併發症本土病例及5,440例本土死亡病例。
2024年第33週臺灣新增274例COVID-19併發症本土病例，2例COVID-19併發症境外移入病例及45例死亡病例，自2023年3月20日起累計42,994例COVID-19併發症本土病例及5,485例本土死亡病例。
2024年第34週臺灣新增232例COVID-19併發症本土病例，0例COVID-19併發症境外移入病例及53例死亡病例，自2023年3月20日起累計43,225例COVID-19併發症本土病例及5,538例本土死亡病例。
2024年第35週臺灣新增151例COVID-19併發症本土病例，2例COVID-19併發症境外移入病例及39例死亡病例，自2023年3月20日起累計43,378例COVID-19併發症本土病例及5,577例本土死亡病例。
2024年第36週起，確診病例改採統計新冠併發重症確定病例。
2024年第36週臺灣新冠併發重症與本土死亡病例方面，新增47例本土病例，0例境外移入病例及23例死亡病例，自2024年9月3日起累計60例本土病例，2023年3月20日起累計5,600例本土死亡病例。
2024年第37週臺灣新冠併發重症與本土死亡病例方面，新增38例本土病例，1例境外移入病例及22例死亡病例，自2024年9月3日起累計99例本土病例，2023年3月20日起累計5,622例本土死亡病例。
2024年第38週臺灣新冠併發重症與本土死亡病例方面，新增49例本土病例，1例境外移入病例及11例死亡病例，自2024年9月3日起累計149例本土病例，2023年3月20日起累計5,633例本土死亡病例。
2024年第39週臺灣新冠併發重症與本土死亡病例方面，新增35例本土病例，0例境外移入病例及14例死亡病例，自2024年9月3日起累計183例本土病例，2023年3月20日起累計5,647例本土死亡病例。
2024年第40週臺灣新冠併發重症與本土死亡病例方面，新增34例本土病例，0例境外移入病例及7例死亡病例，自2024年9月3日起累計217例本土病例，2023年3月20日起累計5,654例本土死亡病例。
2024年第41週臺灣新冠併發重症與本土死亡病例方面，新增31例本土病例，0例境外移入病例及6例死亡病例，自2024年9月3日起累計248例本土病例，2023年3月20日起累計5,660例本土死亡病例。
2024年第42週臺灣新冠併發重症與本土死亡病例方面，新增25例本土病例，0例境外移入病例及6例死亡病例，自2024年9月3日起累計248例本土病例，2023年3月20日起累計5,666例本土死亡病例。

### 降為第四類後2025年臺灣疫情發展
4月29日，疾管署表示第七波疫情進入流行期，預估2025年5月至6月份疫情達高峰。疾管署補充COVID-19自4月初升溫，連續三週呈現上升趨勢。自2024年9月1日起截至2025年4月29日，COVID-19併發重症本土病例累計605例，病例分布以臺中市98例為多，新北市66例次之。其逾縣市病例介於0至59例，桃園市59例、高雄市50例、臺南市49例、臺北市43例、彰化縣38例、雲林縣38例、屏東縣34例、嘉義縣24例、南投縣21例、嘉義市15例、苗栗縣13例、新竹市13例、臺東縣11例、花蓮縣9例、新竹縣8例、宜蘭縣7例、基隆市6例、金門縣2例、澎湖縣1例。至於鄉鎮市區方面，桃園市桃園區17例最多。而連江縣迄今無重症病例。2024年9月1日起全國COVID-19重症病例中有129例死亡。

## 防疫措施

### 指揮體系

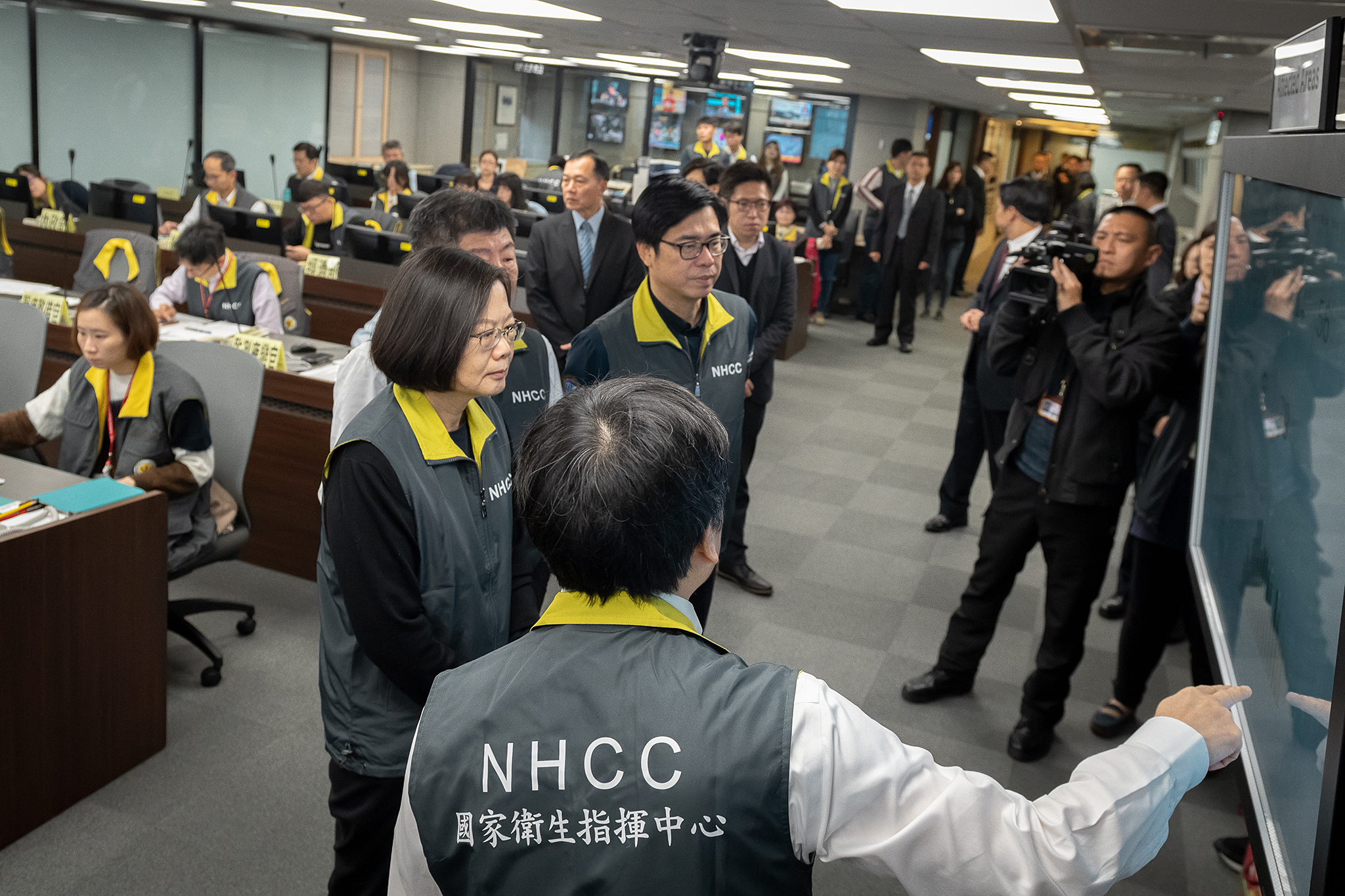
中央流行疫情指揮中心在疫情初期整合各部會與地方政府，對防疫工作產生重大的影響。

中央流行疫情指揮中心負責重要防疫政策的制定，分別由衛生福利部部長陳時中擔任指揮官、及內政部政務次長陳宗彥擔任副指揮官，並邀請國立臺灣大學副校長張上淳擔任專家諮詢小組召集人。中央流行疫情指揮中心常態會議由各部會副首長進駐合作，並透過與地方政府官員進行視訊會議建立雙邊溝通平臺。因應疫情的發展變化，中央流行疫情指揮中心不斷更新政策，甚至有時會推翻前期的防疫措施。隨著疫情發展及醫療治療介入需要，專家諮詢小組亦邀集不同專業的醫界人士組成討論。在疫情期間，許多在前線指揮的醫療公共衛生人員均曾經歷過嚴重急性呼吸道症候群疫情。
中央流行疫情指揮中心的任務編組分成情報、作戰、後勤三大單位。情報單位設有疫情監測組（疫情監測及國際交流）；作戰單位設有邊境檢疫組（邊境入境檢疫措施）、社區防疫組（社區關懷、居家檢疫及隔離追蹤、在宅醫療、心理輔導等）、醫療應變組（傳染病防治醫療網、集中檢疫場所、大型收治場所等感染管制）；後勤單位設有物資組（各式醫療物資供應、分配及管理）、研發組（研發快篩試劑、疫苗、藥物、流行病學預測、建立疫情研究網及資料庫）、資訊組（疫情資訊架構）、行政組（調查假訊息及相關庶務）、新聞宣導組（防疫宣導、民眾諮詢及政府政策推廣）、法制組（防疫相關法制）。
中華民國衛生福利部称，自发现疫情至今，國家衛生指揮中心中央流行疫情指揮中心始终抱持著資訊公開透明的態度，為民眾提供即時的疫情消息及正確的防疫觀念。為了讓民眾信賴政府並願意配合防疫措施，中央流行疫情指揮中心的團隊成員連續每天下午2時直播舉行疫情記者會，早期階段還曾一天召開三次。其中疫情記者會由陳時中親自說明，時長大約一個小時，並有手語翻譯員即時提供手語服務。許多民眾每天下午2時收看中央流行疫情指揮中心的記者會，形成共同參與防疫的社會氛圍。臺灣連續44天沒有本土病例確診後，中央流行疫情指揮中心一度改為每週三召開記者會。

### 邊境管制

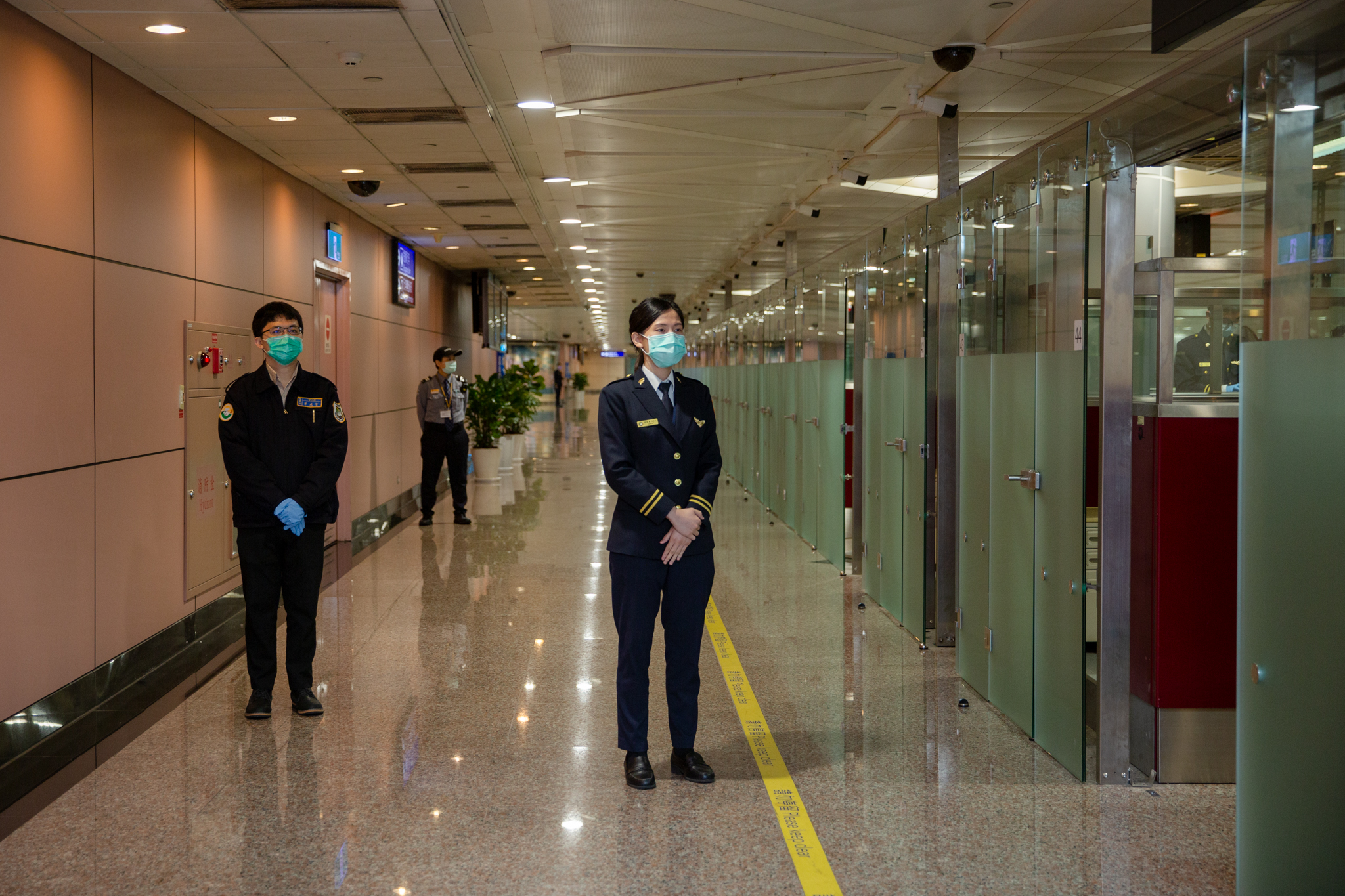
在全球大流行期間，邊境檢疫人員一度面臨大量返回臺灣的旅客人潮。

2019年12月31日，疾病管制署依標準作業程序啟動邊境應變措施，對武漢市直航入境的班機登機檢疫。
2020年1月16日，臺灣提升武漢市旅遊疫情建議等級到第二級警示。
2020年1月21日，臺灣再次提升武漢市旅遊疫情建議等級到第三級警告。
2020年1月25日，臺灣全面禁止旅行團前往中國大陸旅遊。
2020年2月6日，考量國際遊輪屬人員密集、互動頻繁的高風險場域，臺灣禁止國際郵輪靠泊港口。
2020年2月10日，臺灣全面暫停海峽兩岸海運客運直航航線及航班，並在隔日全面禁止大陸人士入境。期間也發生正在大陸配偶家庭、及申請中華民國國籍的中國大陸戶籍人士入境問題。
2020年3月19日，進入全球大流行並在西方國家出現失控情況後，要求國民入境實施「居家檢疫14天」，外籍人士限制入境。
2020年3月21日，臺灣提升全球旅遊疫情建議到第三級警告。
2020年3月24日，禁止旅客轉機。此後，臺灣每天約有千名旅客入境。檢疫人員全面加強發燒篩檢和健康評估，所有旅客入境前需填寫「旅客入境健康聲明暨居家檢疫電子化系統」資料，有症狀者接受採檢、並送集中檢疫所等待結果。旅客資料並整合至14天居家關懷及追蹤告警的「防疫追蹤系統」，進行後續社區追蹤關懷。
除了檢疫人員外，內政部移民署、內政部警政署航空警察局、財政部關務署與機場公司均支援邊境檢疫工作。
隨著臺灣防疫限制鬆綁，只適度地開放低風險國家和商務往來，並允許持有「就業金卡」的高技能工作人員入境。
2020年6月22日，臺灣開放短期商務旅遊入境，有條件申請縮短居家檢疫時間。而因應航空貨運業的特殊性，並針對機師、空中服務員數度修改檢疫措施。
2021年5月19日，因應本土疫情升高，臺灣再度暫緩未持有中華民國居留證的外籍人士入境，並暫停旅客前來臺灣轉機。
2021年6月27日，國外入境者一律到集中檢疫所或是防疫旅館隔離，隔離期滿一律要做一次PCR篩檢，且從重點高風險7國的入境者進入隔離前要加做一次PCR篩檢。
2021年7月2日，國外入境者一律必須採檢三次，重點高風險7國的入境者到集中檢疫所做一次PCR，檢疫第10-12天做一次家用快篩，隔離期滿再做一次PCR，其他非高風險入境者要在機場做一次PCR或是深喉、唾液篩檢，檢疫第10-12天做一次家用快篩，隔離期滿再做一次PCR，在入境時檢驗為陽性個案都會送基因定序。
2022年9月12日起，台灣恢復實施美、加、紐、澳、歐洲及邦交國等54國國民入境免簽待遇。9月29日起提升入境總量至每週6萬人次，全面恢復免簽證國家國民免簽證待遇，取消入境採集深喉唾液PCR檢測等。
2023年1月1日零時至1月31日，搭乘自中國4個直航航線及金馬地區民眾春節交通專案之來臺旅客，入境時須於機場或港口配合採集唾液檢體進行PCR檢測。
2023年2月7日起，台灣取消對中國大陸直航入境台湾航班及金馬地區民眾春節交通專案等旅客，於機場/港口進行唾液PCR檢驗之措施。此外，自中國大陸啟程經港澳轉機入境臺灣的旅客，須持有啟程地搭機前48小時內PCR檢驗報告或24小時內抗原快篩檢驗報告之規定，亦於同日起取消。
2023年3月9日，陆委会會同交通部、衛福部召開記者會，宣布從3月10日起，台灣與深圳、廣州、南京、重慶、杭州、福州、青島、武漢、寧波、鄭州等10個中国大陸城市恢復直航，此外還將與沈陽、無錫、海口、長沙、西安、濟南、合肥、南昌、天津、溫州、大連、桂林、徐州等13個城市恢復包機。
2023年4月1日起，两岸客运航线双向通行要求调整，旅客可凭24小时内抗原阴性证明登机。对第三地旅客经由台湾中转进入大陆仍需持有始发地48小时内核酸阴性证明。

### 資源整備

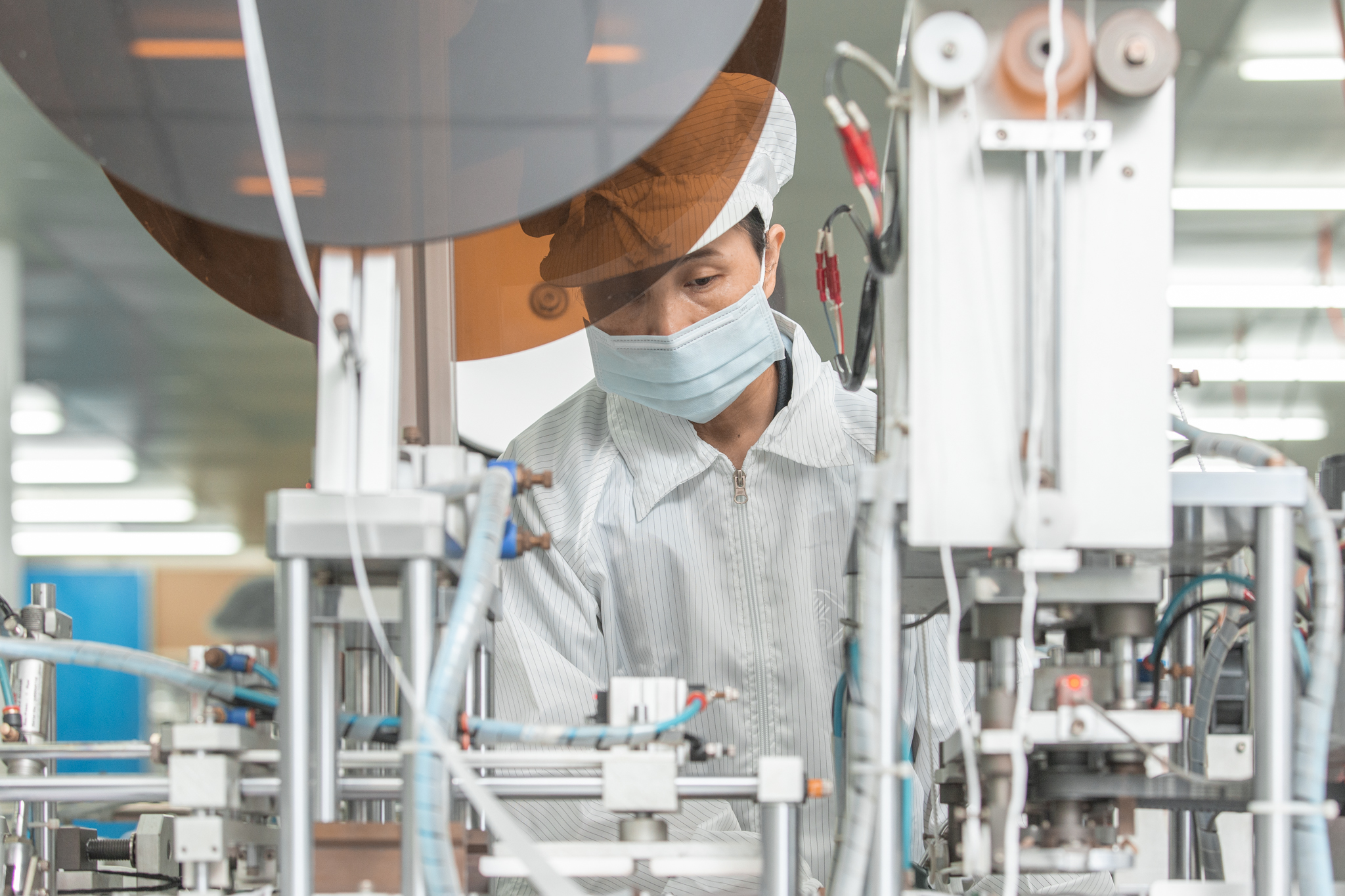
在疫情期間，多家工具機廠商共同為口罩廠商組裝生產機臺，大幅提升口罩產能。

隨著防疫物資需求上升，食品藥物管理署展開盤點整備，積極管控數量狀況。紡織產業綜合研究所緊急成立口罩戰情室，調查產能、協助生產管理及盤點出貨。面對臺灣長期向中國大陸進口口罩、民眾搶購動力顯著上升，行政院決定禁止出口外科口罩和N95口罩，並委託口罩廠商趕工提升產能。在各地出現口罩搶購潮且引發民眾不滿後，中央流行疫情指揮中心宣布全面徵用工廠生產的一般醫用口罩及外科手術口罩，提供民生、儲備、醫療或公務防疫等需求。由於最初徵用25家口罩大廠每天僅生產320萬副口罩，行政院同意經濟部新增產線提供產量的構想。
其中精密機械研究發展中心、金屬工業研究發展中心、工業技術研究院及各地工具機廠商組成「口罩國家隊」，2個月內組裝92條產線，使臺灣成為世界第二大口罩生產地。這些口罩產線被送往各地工廠生產，由紡織產業綜合研究所調節不織布等原物料供應，國防部指派後備軍人協助分裝。行政院則推出基於全民健康保險卡的「口罩實名制1.0」。臺灣各地6,000多家特約藥局藥師及衛生所協助發放口罩，物流則由中華郵政負責。為了改善口罩分配不均的問題，政府先後透過「健康存摺」推出「口罩實名制2.0」和「口罩實名制3.0」，增加網際網路預購等通路。
在此期間，食品藥物管理署建立「法規綠色通道」，縮短醫療器材上市時間。在食品藥物管理署專案輔導下，廠商能在短時間內提升相關醫療物資的產線。在疾病管制署提出高達900萬件防護服需求後，紡織業者共同組成「防護衣國家隊」，調度生產隔離服、防護服的產線，並在機能布料研究基礎開發出第一件P3等級防護服。中央流行疫情指揮中心還和廠商協調「羥氯奎寧」使用分配權，外界則呼籲政府應籌組生產呼吸機的「呼吸器國家隊」。另一方面，後來新北市「加利」和彰化縣「豪品」口罩工廠先後被發現混充大陸口罩。

### 社區防疫

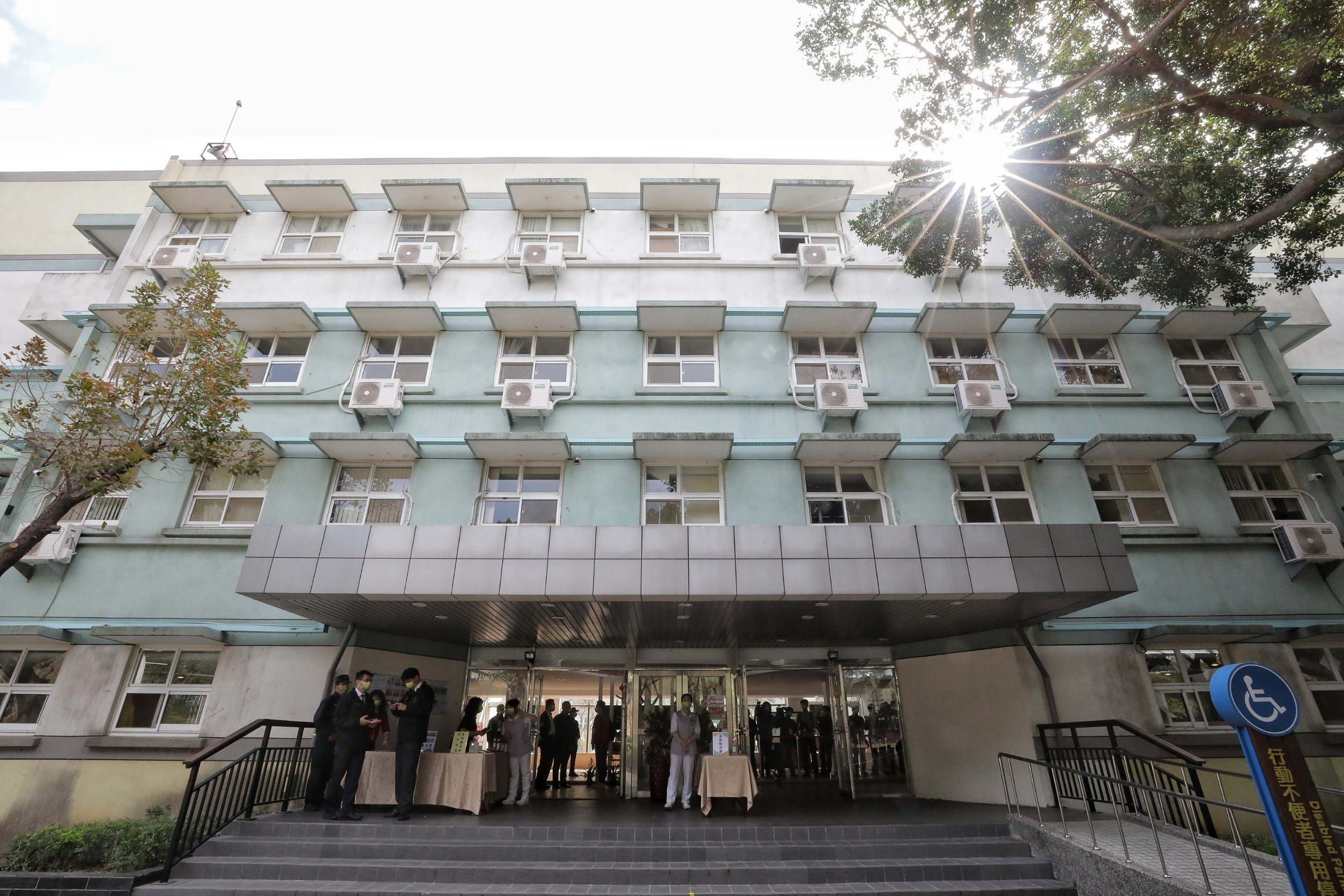
在疫情初期，中央流行疫情指揮中心便在各地設置集中檢疫所，方便收治輕症病患。

早在2020年1月，臺灣訂定出入境旅客、疑似個案及接觸者的配套措施。其中「具感染風險民眾追蹤管理機制」分成居家檢疫、居家隔離、自主健康管理，違反者得以罰款。民政系統和村里幹事負責關懷追蹤居家檢疫者，衛生服務中心和衛生所負責管理居家隔離者。另有中華民國警察單位配合處理違規案件、交通部防疫車隊協助返家。疫情初期違反規定者約有30%，經宣導比例降到0.3%。政府還設置27處集中檢疫所，可收容無需積極治療的輕症患者，同時有大量防疫旅館集中在直轄市。在有疑似症狀或相關疑慮時，防疫單位則會安排就醫動線。
中央流行疫情指揮中心會經由疫情調查追蹤與確診案例密切接觸者，匡列可能範圍。疾病管制署設有防疫醫師，蒐集疫情訊息並評估風險、規劃包機與郵輪專案、協助公共衛生與臨床聯繫、及參與疫情調查和防治等。地方政府衛生局、衛生所等衛生單位亦進行社區衛生教育工作，發動民眾以志工方式協助，逐漸建立臺灣社區防疫網。環保清潔隊、中華民國國軍化學兵及民間業者則能執行消毒工作控制疫情。中央流行疫情指揮中心還成立疫情關懷中心，並有600多位退休的護理專業志工報名。疾病管制署亦將疫諮詢專線的客服人員增加至300人，平均每日進線電話9,000多通，最高曾達47,000通。
根據中央流行疫情指揮中心的數據模擬，戴上口罩或保持社交距離能避免醫療體系崩壞。為了降低疫情擴散的機會，中央流行疫情指揮中心逐步加強社會限制政策，先後宣布公眾集會建議停辦標準、訂定「社交距離注意事項」、規定配戴口罩的場合等。進入第三級疫情警戒後，新增防疫指引包括關閉各式公共場所、外出全程配戴口罩、停止部分家庭和社交聚會、啟動企業持續營運的因應措施、餐飲場所應落實規定或外帶等。若到了第四級疫情警戒，則進入非必要不得外出、全面停班停課、指定區域封鎖的階段。另外，警察單位在疫情期間偵辦多起網際網路假訊息案件。

### 醫療檢驗

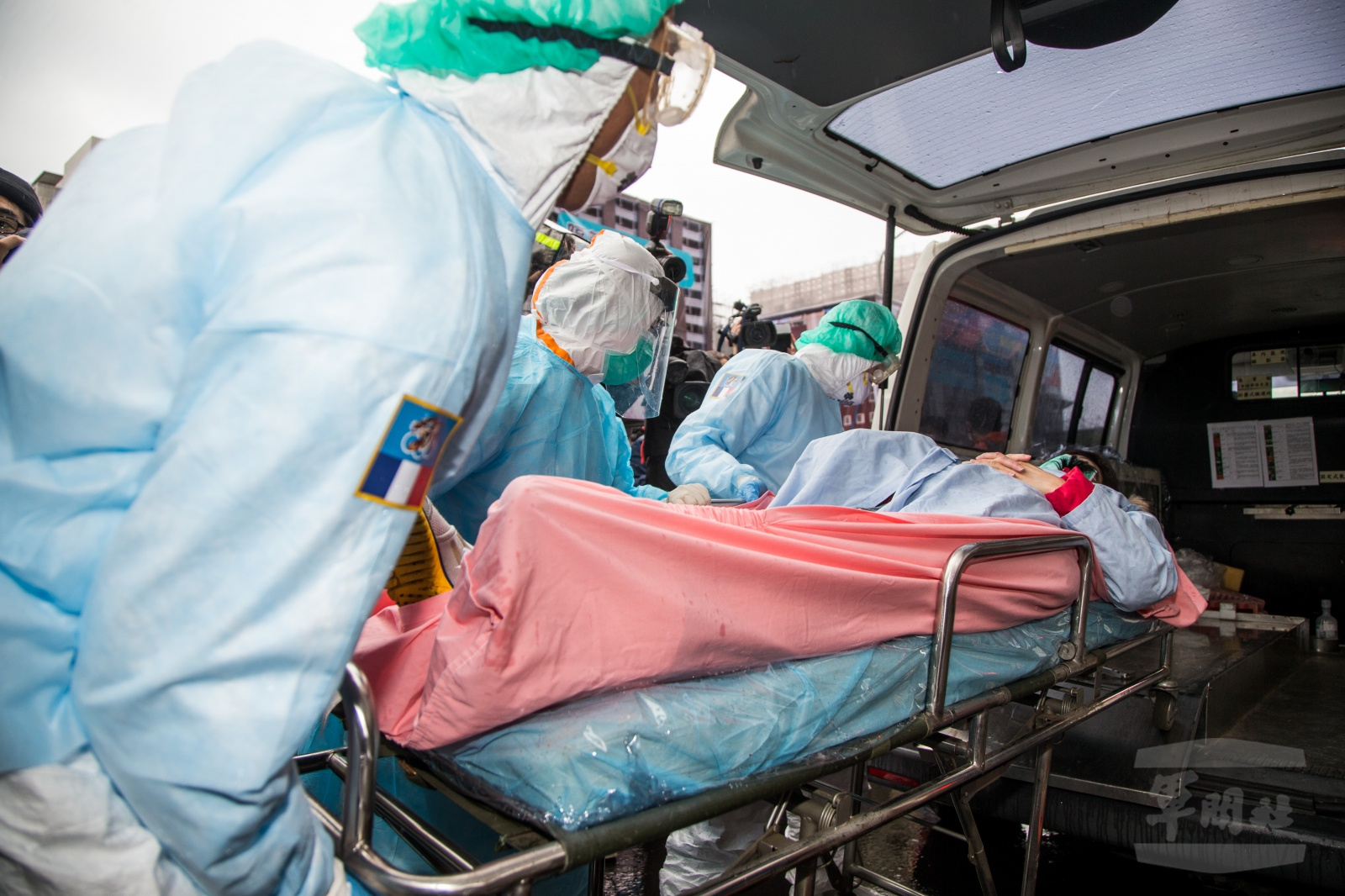
在疫情期間，醫院感染科醫師和隔離病房醫護人員往往會直接面對確診個案。

為了避免大量病患湧入癱瘓醫療體系，衛生福利部規劃四階段醫療整備及應變策略，並以監測系統協助重要決策。其中在疫情升高後，醫療院所會實行分艙分流、輕重分級制度，將醫療資源留給重症患者。其中負壓隔離病房便用於收治疑似病例，不過當前部分病房需用於收治肺結核等隔離病患。衛生福利部並利用在各地區171家急救責任醫院設置獨立專責隔離病房，將具有風險的病患就地收治於同一區。衛生福利部還在臺灣各縣市共設置22個專責醫院，必要時可以清空醫院收治患者。各地區應變醫院則透過過往經驗及整備表單，迅速自我檢查及整備完成。
醫療院所在就診時會紀錄旅遊史、職業別、接觸史及群聚等資訊，並遵循感染管制規定進行篩檢及治療。感染科醫師和隔離病房醫護人員便直接面對確診個案，前者往往還負責監控最新訊息及進行教育訓練。在這情況下，臺灣對於確診個案的資料蒐集相對完整。而在疫情升溫後，既有的「高標準」醫療收治措施則將放寬。因應醫護人員需求大增，中央流行疫情指揮中心有條件限制出境，醫事司亦規劃降載計劃。衛生福利部為了避免院內感染還管制陪病，一度全面實施除例外情況外不得探病，直到疫情趨緩才鬆綁。
在救護運送部分，臺灣由各家醫療院所、消防局與民間公司的救護車負責。而臺灣的病毒檢驗是至少要有兩位醫事檢驗師同時操作，數量多時完成一批約需4小時至5小時。中央流行疫情指揮中心則增加採檢醫院擴大檢驗量能，並滾動調整責任區域以符合實際需求。直至2020年9月，臺灣總共設有72家指定檢驗機構，每日聚合酶連鎖反應檢驗量最大達8,904件以上。另外政府還準備社區採檢網絡，得啟動「加強社區監測方案」完善社區監測網絡及分級收治，針對高風險對象加強採檢。在疫苗接種部分，臺灣將優先建議接種疫苗的族群分為九類，涵蓋臺灣人口的60%。

### 科技研發

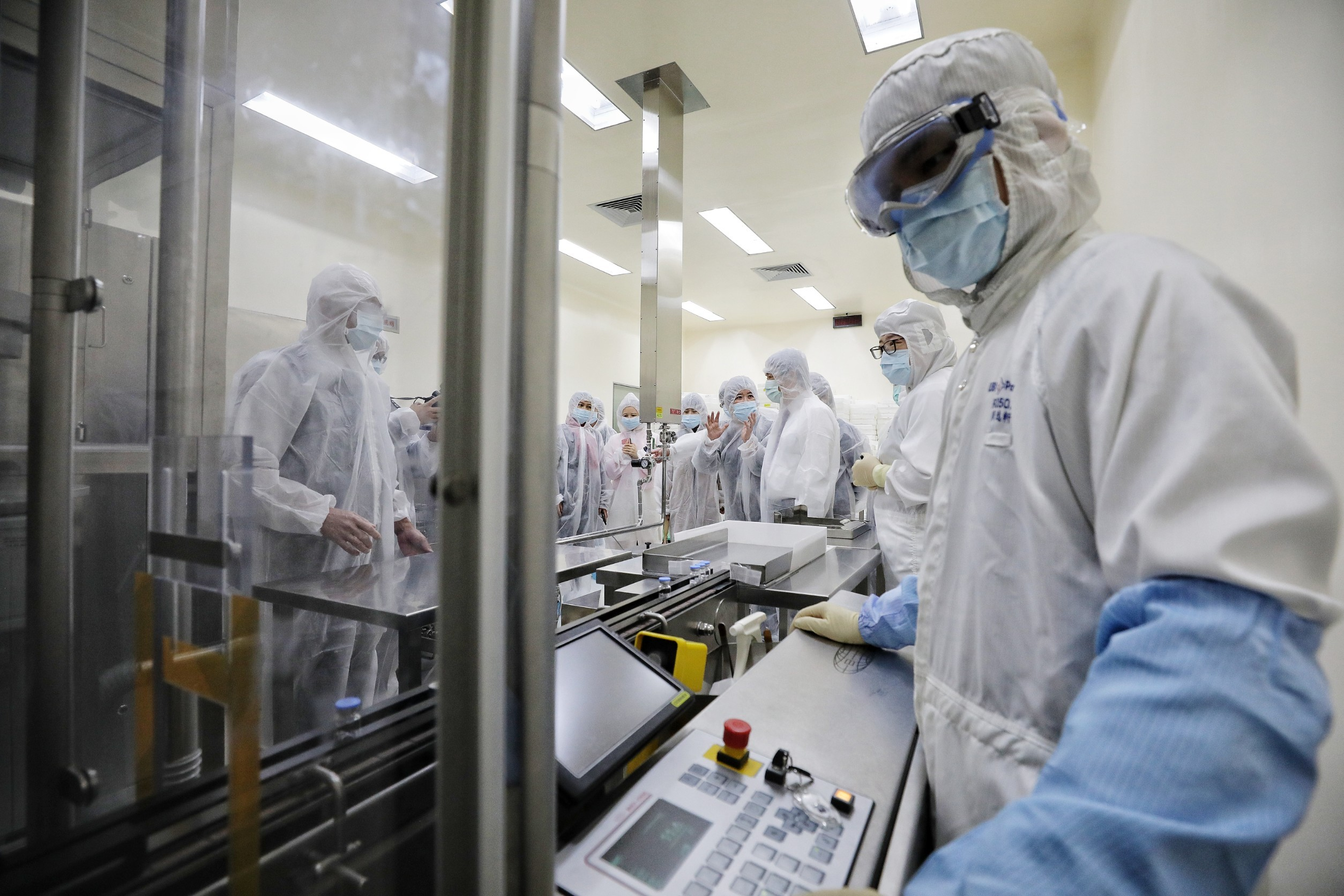
在疫情期間，研究人員投入關於嚴重特殊傳染性肺炎疫苗的研發工作。

國家衛生研究院整合擁有負壓P3等級實驗室的單位，進行檢體檢測、病毒分離培養、及協助研發疫苗等工作。在國立臺灣大學分離出病毒株後，中央研究院、國家衛生研究院、國防醫學院等均開發出快篩試劑。中央研究院和國家衛生研究院在治療藥物研發上亦有成果，成功合成「瑞德西韋」、「法匹拉韋」等藥物。國家衛生研究院、中央研究院、國光生技、高端疫苗生物製劑、聯亞生技開發等也分別研發疫苗，並採取快速審查機制。為了加速相關研發所需的法規審查，食品藥物管理署則建立專責輔導團隊，並製備病毒標準品提供給相關機構。
這次防疫充分運用智慧科技防疫，由行政院透過個人可識別資訊整合各部會資料庫，建置出「智慧防疫系統」。同時行政院還成立「防疫大數據小組」，透過大數據、人工智慧、資料分析協助疫情調查與流行病學分析。全民健康保險卡及雲端系統則成為防疫網絡的關鍵基礎，在口罩分配、民眾就醫紀錄、檢疫隔離與返臺資訊等面向發揮重要功能。中央健康保險署利用現有的「健保醫療資訊雲端查詢系統」開發「即時警示系統」，醫療院所第一線人員可以即時查詢民眾的國外旅遊史、及掌握高風險職業別，亦能利用該資料庫就醫結果展開接觸者追蹤。
在五大電信業者協助建置下，相關單位能藉由具定位功能的「防疫追蹤系統」與「電子圍籬系統」，掌握居家隔離和居家檢疫者行蹤，協助社區關懷網絡的運作。為了掌握居家檢疫和居家檢疫者的健康狀況，中央流行疫情指揮中心整合推出LINE機器人「疫止神通」和「雙向簡訊」健康通報機制。在藥局口罩剩餘數量以開放資料形式釋出後，政務委員唐鳳還協調政府與民間開發出各種「口罩地圖」，增加民眾查詢的便利性。而在電信業者提供定位資料下，政府也曾向特定民眾發送災防告警細胞廣播訊息系統通知，提醒應當自主健康管理。

## 各界反應

### 教育藝文

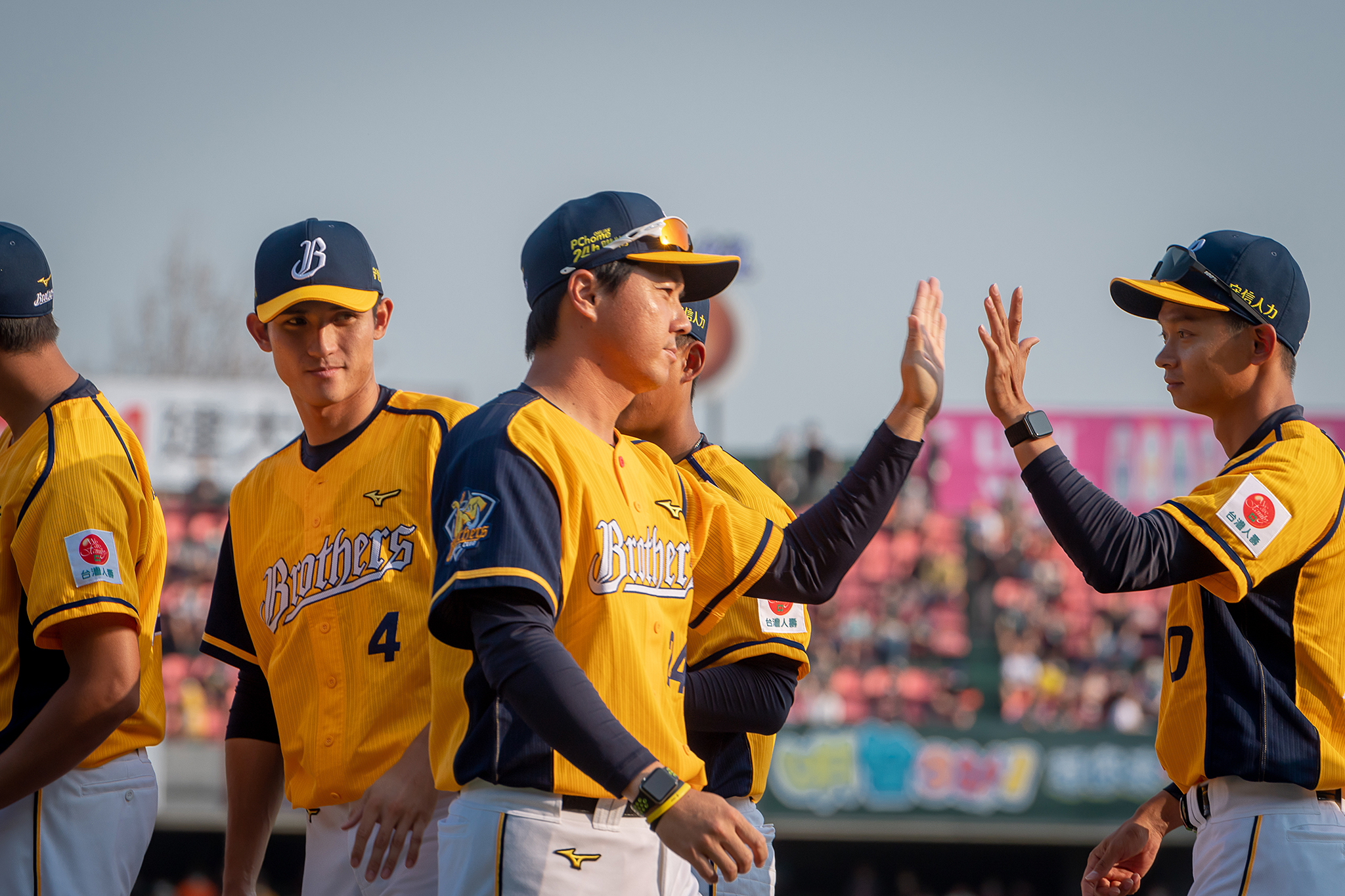
在疫情期間，中華職業棒球大聯盟舉行全世界首場開放觀眾的比賽。

2020年1月，隨著疫情擴大，疾病管制署先是規定返回臺灣就讀的中國大陸學生配合自主健康管理，後來全面暫緩中國大陸學生入境，從而引發爭議。原本各級學校預計在2月10日結束寒假，中央流行疫情指揮中心決定普通型高級中等學校和技術型高級中等學校以下學校延至2月25日開學，108學年度第二學期改為2020年2月25日至7月14日。大專院校隨後延至2月25日後開學，7月的大學入學指定科目考試亦首度延期。衛生福利部還為各級學校、幼兒園、實驗教育機構及團體、補習班、兒童課後照顧中心及托育中心提出防護建議及健康管理措施。
在此期間，中央流行疫情指揮中心公布高級中學以下師生管制出境，同時亦有因為口罩顏色引發的校園性別平等教育討論。另一方面，澳洲籍音樂家布雷特·迪恩在國家音樂廳演出後，在澳洲確診，一度震撼藝文圈。而對於藝術與文化產業受到疫情影響，文化部則提出文化藝術團體及個人補助。同年4月開始，中華職業棒球大聯盟先是舉行33場沒有觀眾的閉門棒球比賽，轉播單位還特別提供多場球賽的英語轉播。其後每場比賽逐步開放一定數量的觀眾入場，成為全世界第一個開放觀眾進場的職業棒球聯盟比賽。不過2020年夏季奧林匹克運動會延期也影響許多選手的參賽計劃。
而在6月，中央流行疫情指揮中心開放部分國家和地區的畢業生入境，不過許多大專院校仍因境外生無法入境而影響收入。隨著疫情獲得控制，劇場和音樂廳等演出場所均可在實施公共衛生措施下開放營運，而臺北電影節、第57屆金馬獎頒獎典禮等活動也照常舉行。但到了2021年5月，因應第三級防疫警戒，教育部宣布各級學校及公私立幼兒園停止前往機構上課，而兒童課後照顧服務中心、補習班等各類教育機構亦同步配合停課，所有學生均在家遠距教學。同時期，諸如音樂廳、博物館、美術館、電影院等公共場所皆必須關閉。

### 經濟金融

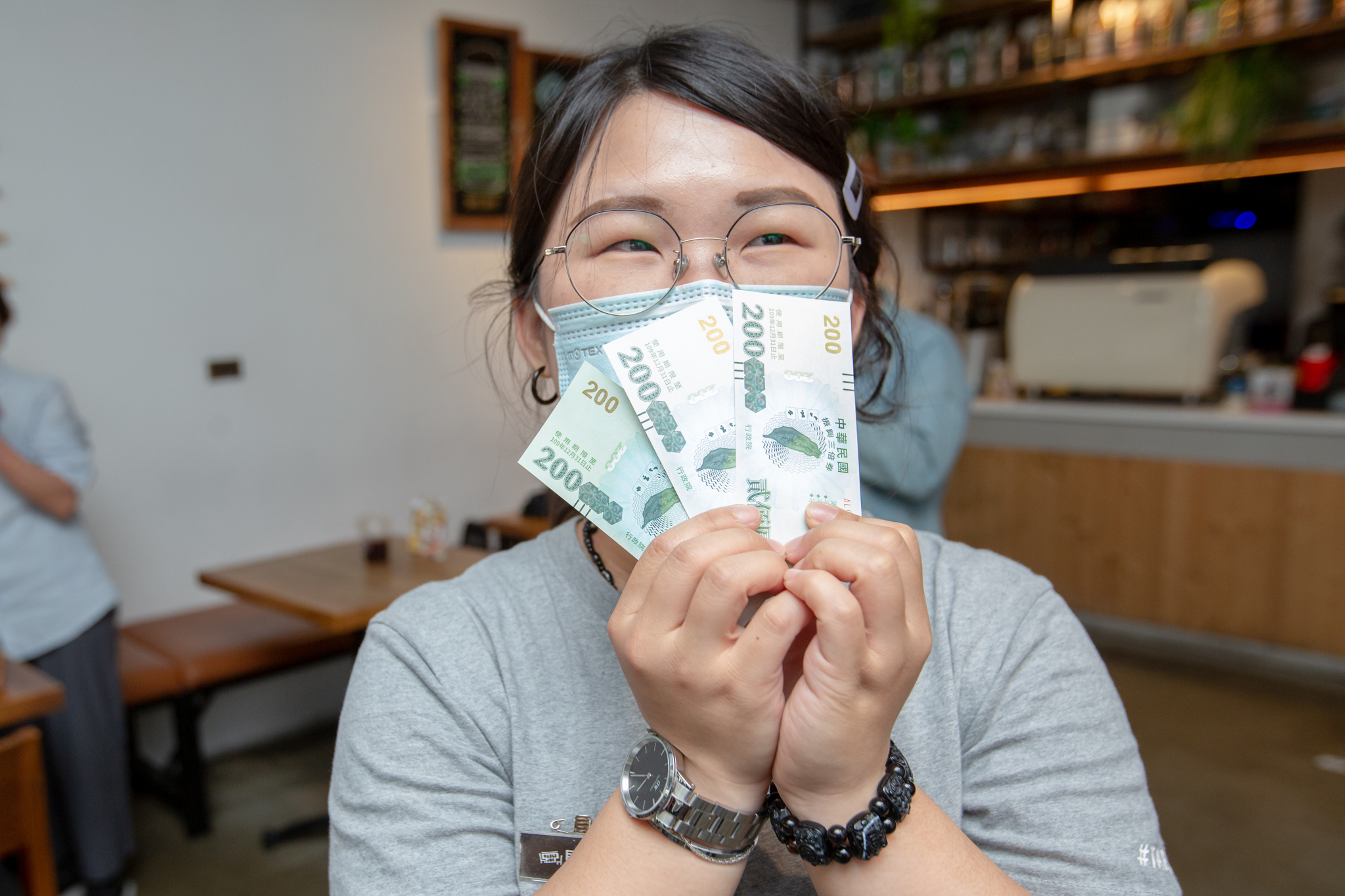
2020年為了刺激內需產業的消費，行政院推出振興三倍券政策。

最初疫情對臺灣的出口、民間消費與物價均造成影響，又以觀光旅遊產業受創最嚴重，包括航空業、旅行社、飯店民宿業及餐飲業。中華航空、長榮航空、台灣虎航、星宇航空等航空公司營運受到衝擊，出現無薪假或「專案事假」情況，後來則推出幾次「類出國」航班。機場免稅商店改以網購或舉辦特賣會方式售出免稅商品。許多餐飲業者承受不住人潮銳減衝擊而停業或倒閉，或改提供外送或宅配服務，外燴及團膳承包業營業額也大幅下跌。相對於傳統市場受到疫情衝擊，便利商店、超商、量販店整體業績未有太大影響。同時，農業和漁業也受到疫情影響。
都會區和大坪數店面則受疫情衝擊，招租量大幅提升，但房租並未降低。電子商務平臺、物流業、外送平臺等宅經濟營業額明顯增加，串流影音平臺和在家工作需求提升，燃油機車和汽車銷售亦有增長。而在口罩業者推出多款口罩後，帶動防疫物資成為時尚產業的風潮。到了2020年6月，零售業及餐飲業表現也有所回升、失業率下降。在民間消費負成長下，臺灣在2020年全年經濟成長率仍有3.11%，股票、房市與車市也交易熱絡。隨著車用晶片等因疫情出現缺貨潮後，台灣積體電路製造等晶圓代工業者受到關注。
政府針對受疫情衝擊的產業則提出紓困方案，以《嚴重特殊傳染性肺炎防治及紓困振興特別條例》作為防疫及資金的法源。在疫情穩定後，政府推出抵用券、振興三倍券、藝FUN券、動茲券、農遊券、浪漫客莊旅遊券等振興輔導措施，及舉辦大型展銷活動等，以復甦民眾對內需型產業的消費。政府還提供受影響產業、農漁業者、交通運輸相關產業、旅行業等補貼，協助解決相關需求和問題。針對減班休息勞工、非自願離職勞工則有各項計劃和補貼，並可申請延期或分期繳稅。另一方面，中央銀行因應疫情降息至1.125%，且國家金融安定基金亦投入資金護盤。爾後由於2021年5月疫情再次爆發，行政院又發行振興五倍券以振興經濟。

### 民間生活

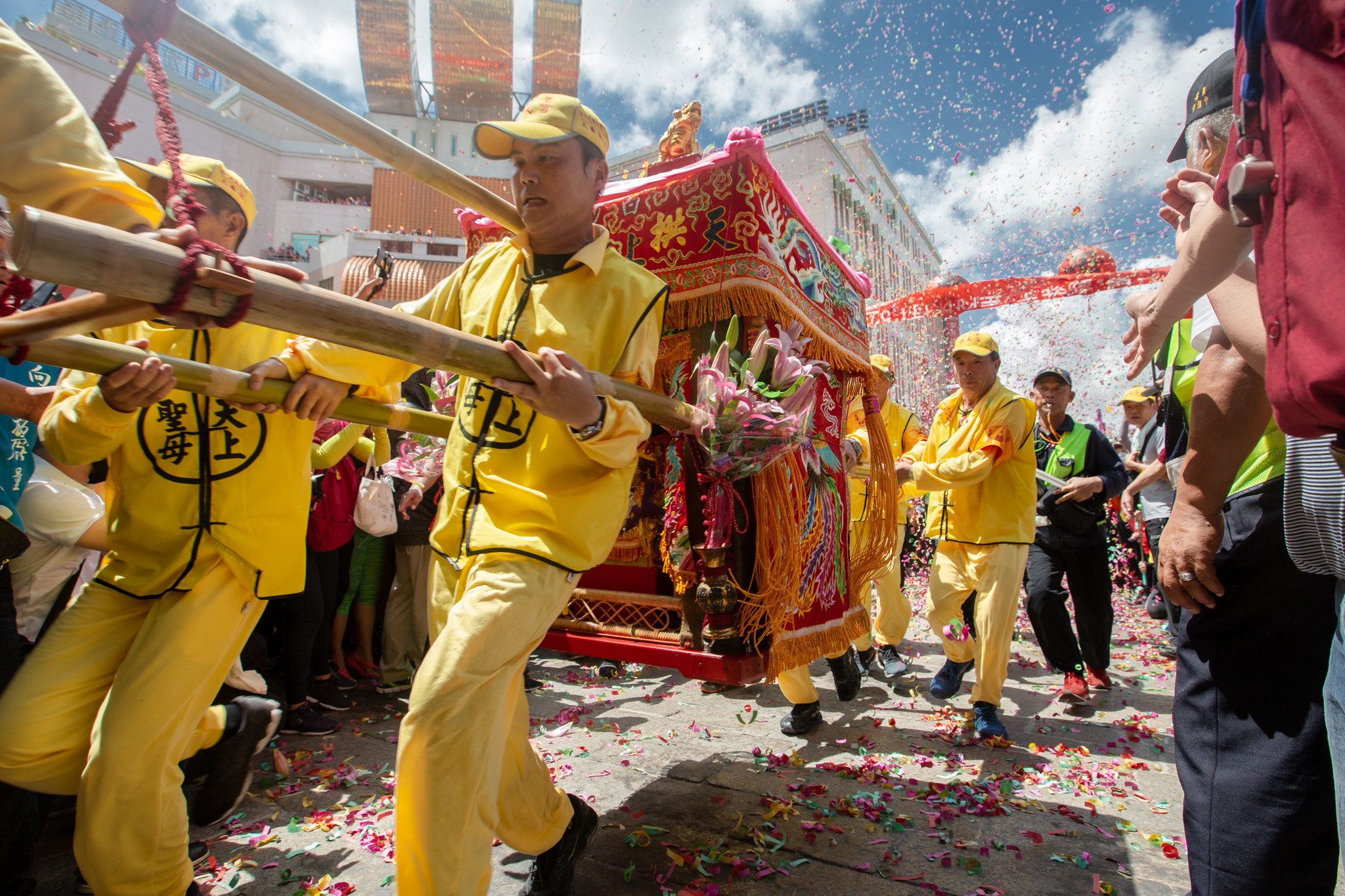
各地宗教團體最初配合降低群聚感染風險，並在鬆綁規定後重啟活動。

在疫情初期，近十臺電視頻道、YouTube、網路媒體便重複播放防疫宣導廣告，從各層面教育民眾一起防範疫情。在疫情初期，儘管民間一度出現搶購口罩、酒精、衛生紙等物資情況，亦有民眾發起「我OK，你先領」口罩禮讓運動。民眾在亦會協助檢舉通報，並以不同訊息管道協助政府迅速應變。其後民眾大多加強落實量測體溫、配戴口罩、保持清潔、保持社交社交距離等，公共場所和業者亦提供消毒搓手液及設備、設置隔板、出入實名制/連名制登記、人流管制及環境消毒等防疫措施。由於禁止旅客入境及居家工作模式，大眾運輸站點的搭乘人數大幅度減少，不過公園造訪率則增加。2020年4月，有民眾發起募資行動，將「Taiwan Can Help」的精神刊登廣告在《紐約時報》。2021年5月，在雙北防疫警戒提升至第三級，有民眾於網路上提出「看好了世界」口號。
社會工作者則為遊民等弱勢族群進行訪視關懷、提供防疫物資與衛生教育宣導，並到社區及相關社會福利機構服務。隨著疫情趨緩，社會工作者則依規定審核補償和紓困金並撥付給民眾，並針對生活困苦的家庭提供關懷輔導服務。而在疫情期間，隨著臺灣的「合法移工」人數下降、「非法移工」人數持續上升，許多僱用「家務移工」照顧長輩的雙薪白領家庭受到影響。相對於醫院內部照顧員和看護不願接案，許多家屬則必須自己輪班進入醫院陪病。不過在酒店、茶室、舞廳、三溫暖等八大行業業者數次被要求停止營業後，讓部分相關女性轉入地下工作。
每年農曆3月期間，臺灣會舉辦大甲媽祖遶境進香、白沙屯媽祖進香等宗教儀式。內政部對此與各地宗教團體溝通，多數宗教團體都願意因應疫情停辦或暫緩活動。在疫情控制得當後，隨著「防疫新生活運動」鬆綁各項活動，大甲鎮瀾宮、白沙屯拱天宮等重啟媽祖繞境進香。其他像是嘉義市輪流普渡等、原住民族文化祭典等傳統活動也都受到疫情影響，不過臺灣在疫情期間亦曾舉辦驕傲遊行。在進入三級防疫警戒後，臺灣的大眾運輸、休閒場所等地的人流明顯下滑，不過日常採買仍維持基本人流。

### 對政府措施的批評
2019年底至2020年初，傳出疫情之初，有人大量購買口罩希望捐給武漢，然而也有民眾認為自救應該優先於救人，口罩應留在台灣使用。。中華民國政府在2020年1月禁止口罩出口，引起網民、政治人物和演藝明星多方爭論。
2020年3月，有些政治人物和學者開始擔憂部份防疫政策過度侵犯人權、且部份行政命令沒有法源依據；「防疫視同作戰」的口號造成各種嚴厲手段無限上綱。台灣人權促進會指出口罩實名制違反《全民健康保險法》、徵用超商和藥局配售口罩違反《傳染病防治法》。原先以國內防疫為由強制向廠商徵收口罩，在四月卻開始捐給外國做口罩外交的做法也引起學者質疑。 台灣人權促進會指出用手機位址追蹤居家隔離人員是否外出違反《通訊保障及監察法》。為了找出感染源，疫情指揮中⼼結合資安處、警政署、電信公司調閱通聯紀錄和路⼝監視器，但通聯紀錄通常要有刑事犯罪對國安重大危害嫌疑才能向法官申請核准後調取，路口監視器則需依警察職權⾏使條例調閱。政府援引《嚴重特殊傳染性肺炎防治及紓困振興特別條例》第7條作為各種限縮自由的依據，中華民國憲法學會副秘書長葉慶元認為其構成要件「為防治控制疫情需要」空泛、授權手段「必要之應變處置或措施」不知所云，並認為政府的作為正如在司法院690號解釋（有關SARS防疫措施之法源依據）時，許宗力大法官的部分不同意見書中提到的「專業濫權」、「整肅政治異己」、「種族偏見或歧視」。
指揮中心多次強調若散播關於防疫的不實訊息，最高可罰三年有期徒刑或併科三百萬元罰金。台灣人權促進會表示對於防疫制度的討論屬於公共議題，應受言論自由保障，反對政府恐嚇人民。
指揮中心在2020年因為擔心偽陽性造成恐慌及拖累醫療資源、以及偽陰性造成感染者未依規定隔離，一直強烈反對廣篩以及入境普篩，並在2019冠狀病毒病彰化篩檢爭議事件中處罰自行篩檢的單位。在野黨一直質疑此政策，並認為政府是在隱匿疫情，不篩檢就不會有病例。後續2021年發生萬華疫情時，發現偽陽性的機率被高估，並且由於指揮中心反對演練、快篩試劑未列入物資整備，造成本土傳播發生時動員緩慢、檢驗結果積壓延遲通報。

## 對外關係

### 世衛組織

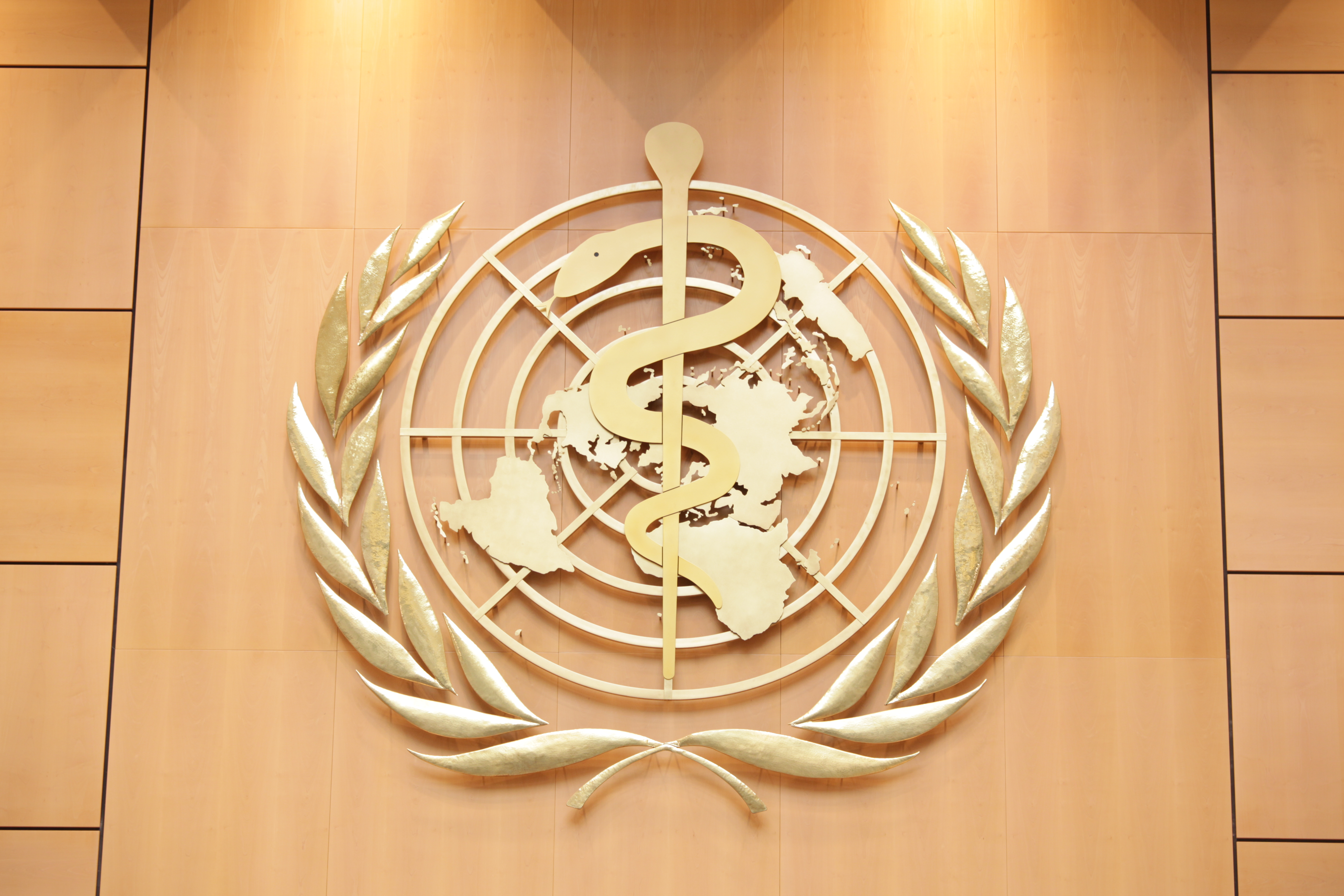
在疫情期間，臺灣多次要求參與世界衛生組織與世界衛生大會。

在嚴重特殊傳染性肺炎疫情爆發後，中華民國政府重新呼籲國際社會讓臺灣取得參加世界衛生組織的資格，並向國際社會分享防疫經驗。儘管臺灣仍可以透過部分指定渠道與世界衛生組織會員國共享訊息並分享專業知識，但無法像會員國一樣直接取得第一手疫情資訊、有效改進防疫策略，或就防疫資料與經驗直接與世界其他地區交流。但此要求受到中華人民共和國激烈的反對阻饒，並稱以疫情為由要求加入世界衛生組織等行動是「以疫謀獨」。而基於中華人民共和國對於臺灣的「一個中國」原則，世界衛生組織高層往往迴避臺灣問題及控制疫情經驗。
因為臺灣的防疫表現，包括美國、日本等24個國家均支持臺灣加入世界衛生組織，並認為世界衛生組織應該充分與臺灣合作。相對地，世界衛生組織和臺灣之間的摩擦有所增加，秘書長譚德塞更曾表示受到臺灣長期的「種族歧視」與人身攻擊。2020年5月18日和5月19日，世界衛生組織在日內瓦首度以視訊會議形式舉行第73屆世界衛生大會，但仍連續第四年未邀請臺灣與會。日本內閣總理大臣安倍晉三、加拿大總理賈斯汀·杜魯道、紐西蘭外交部長溫斯頓·彼特斯、美國國務卿麥克·龐培歐等人曾首度公開表示支持臺灣以觀察員身分參與世界衛生組織。
此後臺灣仍與嚴重特殊傳染性肺炎疫苗全球取得共享機制COVAX簽約，確保臺灣能分配到476萬劑疫苗。除了加入COVAX計劃外，臺灣還另外分別購買1,000萬劑牛津－阿斯特捷利康嚴重特殊傳染性肺炎疫苗、以及505萬劑莫德納嚴重特殊傳染性肺炎疫苗。海峽兩岸關係也影響臺灣疫苗的採購進度，其中輝瑞－BioNTech 嚴重特殊傳染性肺炎疫苗便被指遭受中國阻饒。到了2021年，儘管七大工業國組織外長會議支持臺灣參與世界衛生大會，臺灣仍未參與獲邀參加該年度世界衛生大會。

### 交流互動

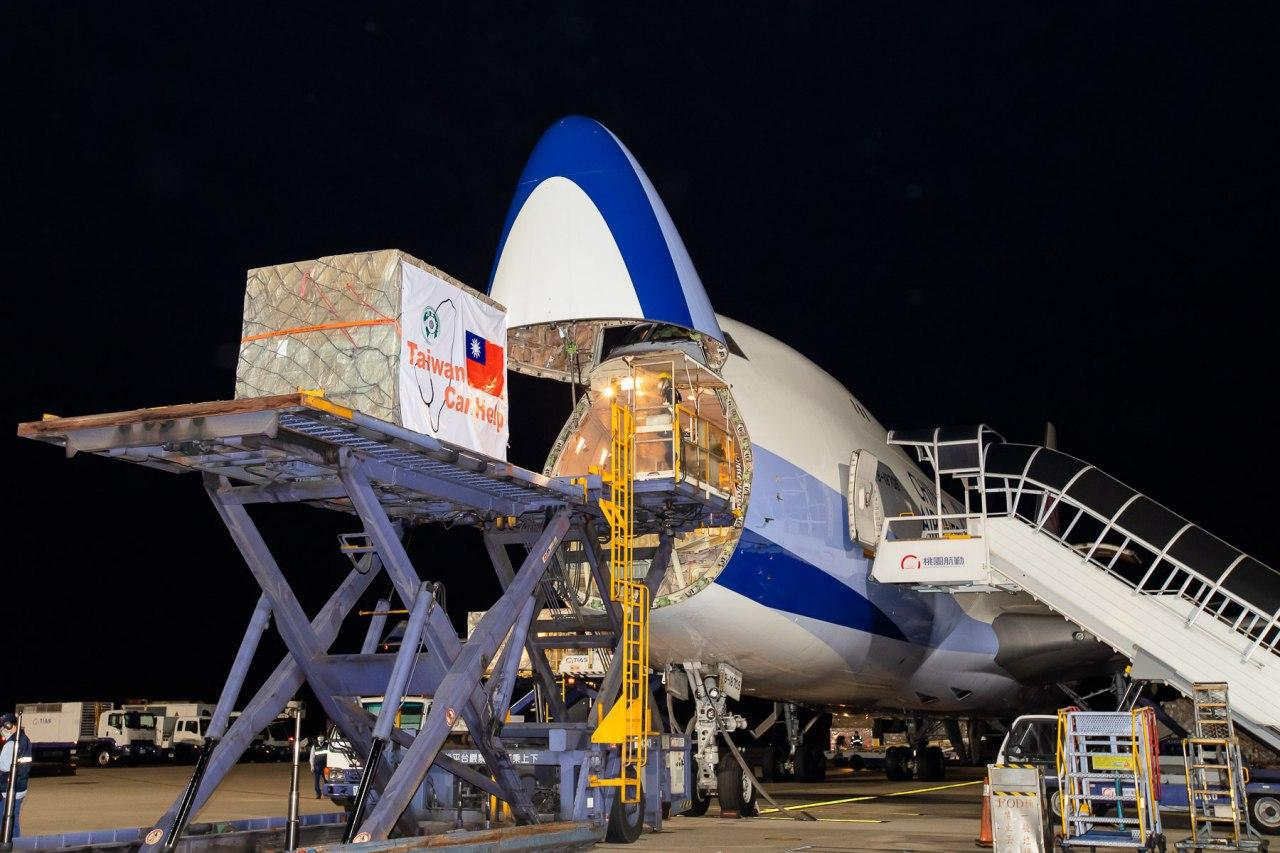
2020年4月開始，臺灣捐贈大量醫療物資給需要的國家。

2020年4月1日，總統蔡英文宣布臺灣基於人道考量，政府積極加強在口罩、藥物、技術這三個項目的國際合作。其後臺灣提出四波醫療物資的援外計劃，送往美國、加拿大、拉丁美洲暨加勒比海地區、歐洲、亞太地區、新南向政策國家、西亞及非洲地區等80個國家，協助各國強化防疫工作。中央流行疫情指揮中心則發起「護臺灣，助世界」的口罩人道援助活動，民間企業亦有捐贈行動。根據統計，臺灣共捐贈超過5,000萬枚口罩、131臺熱像儀、35,000支額溫槍、250組體溫量測系統等相關醫療設備。臺灣還曾邀請美國、日本、加拿大等14個國家舉辦視訊論壇，針對防疫進行深入交流。
在這期間，外交部除了透過媒體即時澄清與報導政府防疫成果外，並透過衛生福利部安排視訊會議。外交部各駐外館處還協助滯留海外的民眾返回臺灣，並照顧僑胞。衛生福利部為了照顧滯留海外的民眾也推出國際遠距醫療。另一方面，美國衛生及公共服務部部長亞歷克斯·阿札爾率團前往臺灣訪問，是美國自1979年斷交以來訪問臺灣層級最高的內閣官員。其後臺灣和美國雙方則簽署醫療合作備忘錄，強化雙方的防疫和醫療合作關係。而在帛琉總統惠恕仁訪問臺灣後，臺灣和帛琉啟動亞太地區首個「旅遊泡泡」。
臺灣的醫療物資援助行動讓其國際形象大幅提升，並獲得多家外國媒體報導。與此同時，蔡英文曾接受《時代》雜誌邀請撰寫專文，向國際社會分享臺灣成功防疫的經驗。中華民國副總統陳建仁也曾參與英國國會下議院聽證會，及接受日本產業經濟新聞社、英國廣播公司等訪問。外交部和衛生福利部先後建置「因應武漢肺炎國際分享專區」及「COVID-19臺灣防疫關鍵決策網」，整合中央政府與地方政府各項防疫過程。
疫情期間，中國人民解放軍軍機繞臺灣島巡航持續、透過「疫苗外交」拉攏中華民國邦交國，並懷疑有網軍發出疫情假訊息。

## 造成影響

### 防疫評價

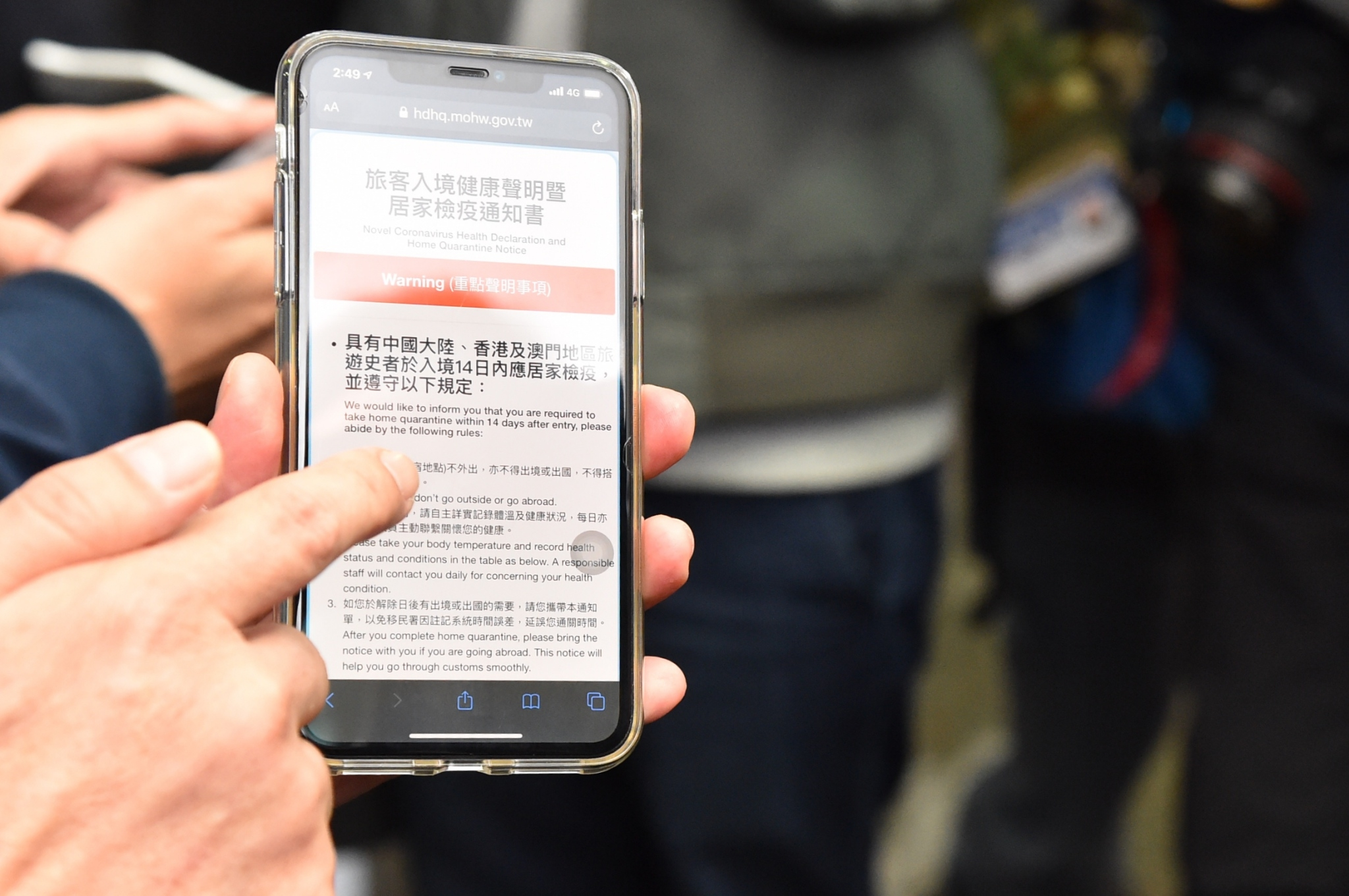
臺灣在疫情期間建立的智慧防疫系統獲得許多國家洽詢。

最初臺灣的防疫政策是以圍堵方法為主，透過傳統公共衛生手段阻斷疾病傳播途徑，並以科技輔助讓檢疫管理符合實務所需。由於與疫情嚴重的中國大陸僅隔著臺灣海峽，美國約翰·霍普金斯大學曾在研究中推測臺灣、香港和新加坡將是繼中國大陸後受疫情影響最嚴重的地方。不過隨著臺灣成功防堵第一波疫情、及在早期疫情中相對較好的表現，反而受到不少國際社會和媒體的關注，被視為是民主政體防疫的展示；其中包括紐西蘭總理潔辛達·阿爾登、以色列總理班傑明·納坦雅胡等均曾公開肯定臺灣的防疫模式和成果。
隨著口罩外交獲得國際社會的肯定，臺灣防疫物資的良好品質亦受到重視，並且有數間口罩工廠取得國際合作詢問、以及展開全球市場布局的機會。臺灣亦在這次防疫工作中首創全球第一個智慧防疫系統，而包括烏拉圭、美國、澳洲、印度尼西亞、瑞士、義大利、卡達、沙烏地阿拉伯等超過10個國家都透過管道洽詢。
許多國際媒體對臺灣持續的防疫行動感到好奇。英國《衛報》曾將中華民國總統蔡英文、德國總理安格拉·梅克爾、紐西蘭總理潔辛達·阿爾登、芬蘭總理桑娜·馬林、丹麥首相梅特·佛瑞德里克森、挪威首相艾娜·瑟爾貝克等並列，分析這些女性領導人在疫情期間的表現。《紐約時報》等報導文章，對於臺灣是否能持續採取封鎖防疫政策提出多項質疑。
到了2021年5月，隨著臺灣本土疫情大規模爆發，防疫意識自滿而鬆懈、疫苗採購過於緩慢等成為報導的焦點和質疑。隨後立院提案疫苗數量、「3+11」會議紀錄、國產疫苗3期實驗、政府官員接種名單，皆遭到民進黨立委以多數優勢否決。引起輿論討論以及爭議。
6月28日，彭博社防疫韌性排名，台灣降至44名，為倒數第10名。而根據7月3日的病死率統計，台灣排名第10。

### 其他影響

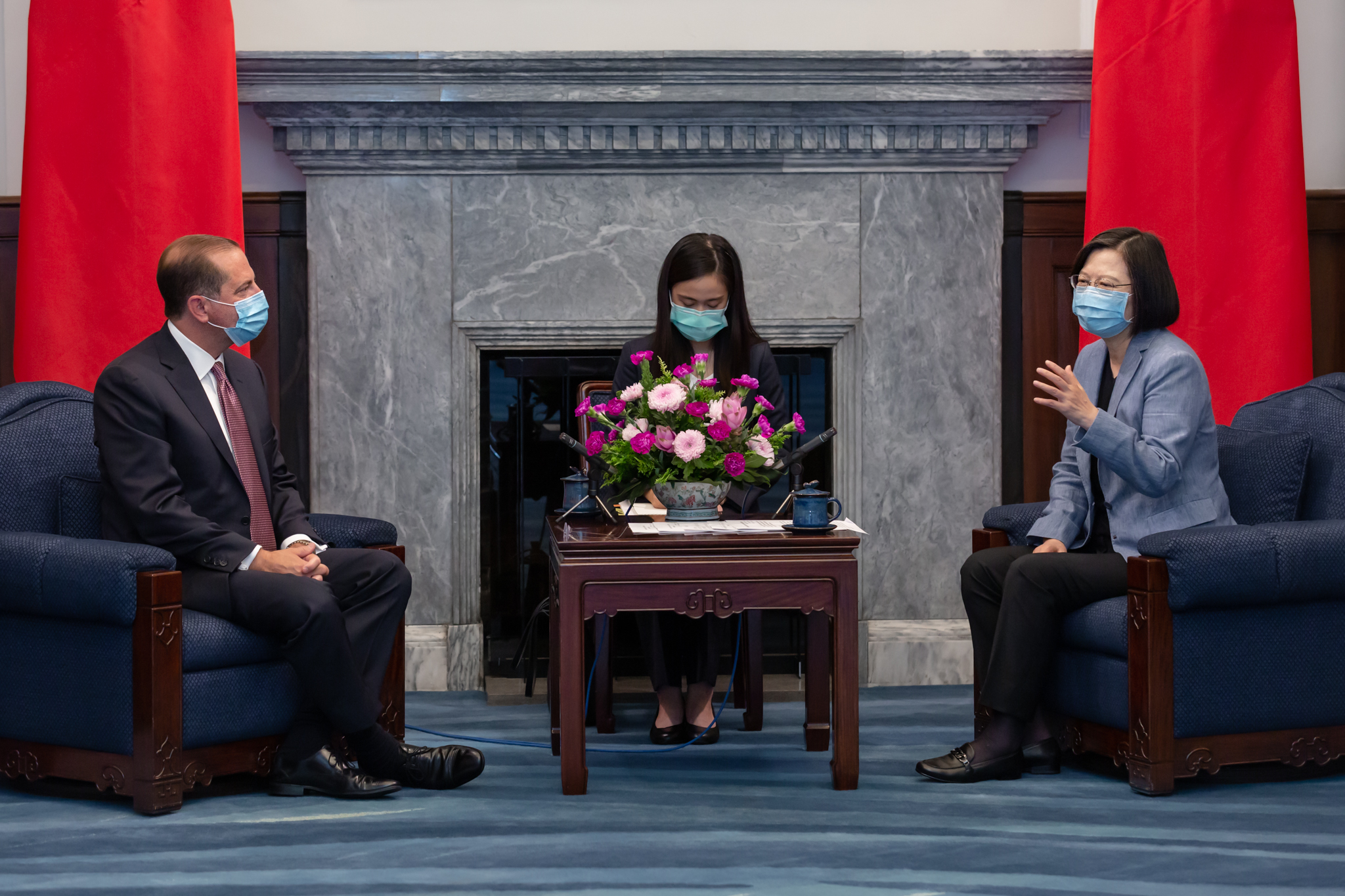
2020年8月，美國衛生及公共服務部部長亞歷克斯·阿札爾訪問臺灣。

2020年5月15日，立法院三讀通過《公共衛生師法》，明定公共衛生師的執業範圍、場域以及應考資格，而這也是亞洲第一部《公共衛生師法》。其中受到嚴重特殊傳染性肺炎疫情的影響，《公共衛生師法》的確立公共衛生師平時分別在公家機關、私人企業或自行開業來規劃服務，而在疫情發生或政府有特別需求時得以徵調。在這期間，衛生福利部還特別委託公共衛生學會展開「防疫新生活健康行為監測研究計劃」，希望藉由公共衛生專業了解民眾的健康行為。
隨著疫情爆發和減少主動預約病人回診，醫療院所及基層診所門診就醫人數大幅下降，就醫人數減少最多的前三名為「小兒科」、「復健科」以及「耳鼻喉科」。由於人們對於呼吸系統疾病警覺性和關注度提高，並且配合戴口罩、勤洗手和保持社交距離等措施，感染方式、防治措施都與嚴重特殊傳染性肺炎類似的流行性感冒、腸道病毒等疾病在臨床檢體陽性率、類流感門診人數、併發重症病例數等都有顯著下降。因民眾洗手次數增加，經濟部水利署的統計指出平均日用水量比同期增加2.7%。
隨著臺灣疫情相對穩定，2020年5月20日連任就職時，總統蔡英文的民意調查滿意度達到歷史新高的71%，衛生福利部部長陳時中的滿意度則突破80%。後來政府由於關於採購疫苗的政策，引發在野黨和輿論的質疑。在中華民國政府禁止出口口罩後，由於疫情持續蔓延、大陸配偶子女入境、滯留人員接返等問題，海峽兩岸民間因彼此不同的立場陷入爭論，分歧與對立日益擴大。歷經中美貿易戰、香港反對《逃犯條例》修訂草案運動、自身經濟發展趨緩與疫情爆發後，中美關係外交軍事角力以及臺美關係更加緊密，臺灣海峽關係趨於緊張。

## 統計數據

### 累計確診數及死亡數
自2020年1月起，至2023年3月20日止，臺灣在嚴重特殊傳染性肺炎疫情中的累計確診個案有10,236,886人，累計死亡個案則有18,803人（病死率0.18%）。當中分別有10,178,478例本土個案（約佔99.4%）、58,354例境外移入個案（約佔0.6%），另有54例個案被歸類為其他狀況（36例敦睦遠航訓練支隊個案、3例航空器個案、1例不明個案及14例調查中個案）。

### 確診病例年齡及性別分佈

#### 確診個案
自2020年1月起，至2023年3月20日止，共10,236,886例。

#### 死亡個案
2021年5月11日至7月4日死亡的675名本土案例平均年齡73歲，而臺灣2019年整體死者平均73.76歲。
自2020年1月起，至2023年3月20日止，共18,803例。
而按行政區統計，臺北市2020年死亡病例數2例（大安區與士林區各1例）；2021年死亡病例數324例（松山區8例、信義區20例、大安區23例、中山區13例、中正區20例、大同區27例、萬華區114例、文山區31例、南港區14例、內湖區8例、士林區27例、北投區19例）；2022年死亡病例數1388例（松山區103例、信義區130例、大安區111例、中山區114例、中正區82例、大同區86例、萬華區143例、文山區143例、南港區67例、內湖區117例、士林區149例、北投區143例）。

### 各縣市本土確診數
自2020年1月起，至2023年3月20日止，各縣市累計本土個案確診個案前五多的縣市分別為新北市（2,106,835例）、臺中市（1,252,264例）、高雄市（1,145,855例）、桃園市（1,122,273例）和臺北市（1,012,500例）。

### 本土病例中重症個案數
自2022年1月1日起，至2023年2月22日止，本土病例共9,902,106例，含中重度以上病例47,459人，其中16,848人死亡。

## 外部連結
- （繁體中文） 嚴重特殊傳染性肺炎專區 （页面存档备份，存于） - 衛生福利部疾病管制署
- （繁體中文） 因應武漢肺炎國際分享專區 （页面存档备份，存于） - 外交部
- （繁體中文） 臺灣嚴重特殊傳染性肺炎(COVID 19)防疫關鍵決策網 （页面存档备份，存于） - 衛生福利部
- （繁體中文） 台灣疫情報告 （页面存档备份，存于） - 國家高速網路與計算中心
- （繁體中文） 本土確定病例數及死亡數統計(依縣市/年齡性別/年份分類) （页面存档备份，存于） - 衛生福利部疾病管制署